# Bardar, Ialoveni
Bardar este un sat din raionul Ialoveni, Republica Moldova. Se află la 15 km distanță de Chișinău și la 10 km de Hîncești.

## Istorie
Satul Bardar a fost atestat pentru prima dată la 6 martie 1443 cu denumirea „Botnei”. Un document din 1583 atestează satul cu denumirea „Deașeni”, apoi alte documente atestează: Diașeni (1664), Dolugeni (1777) și abia în 1803 - Bardar.

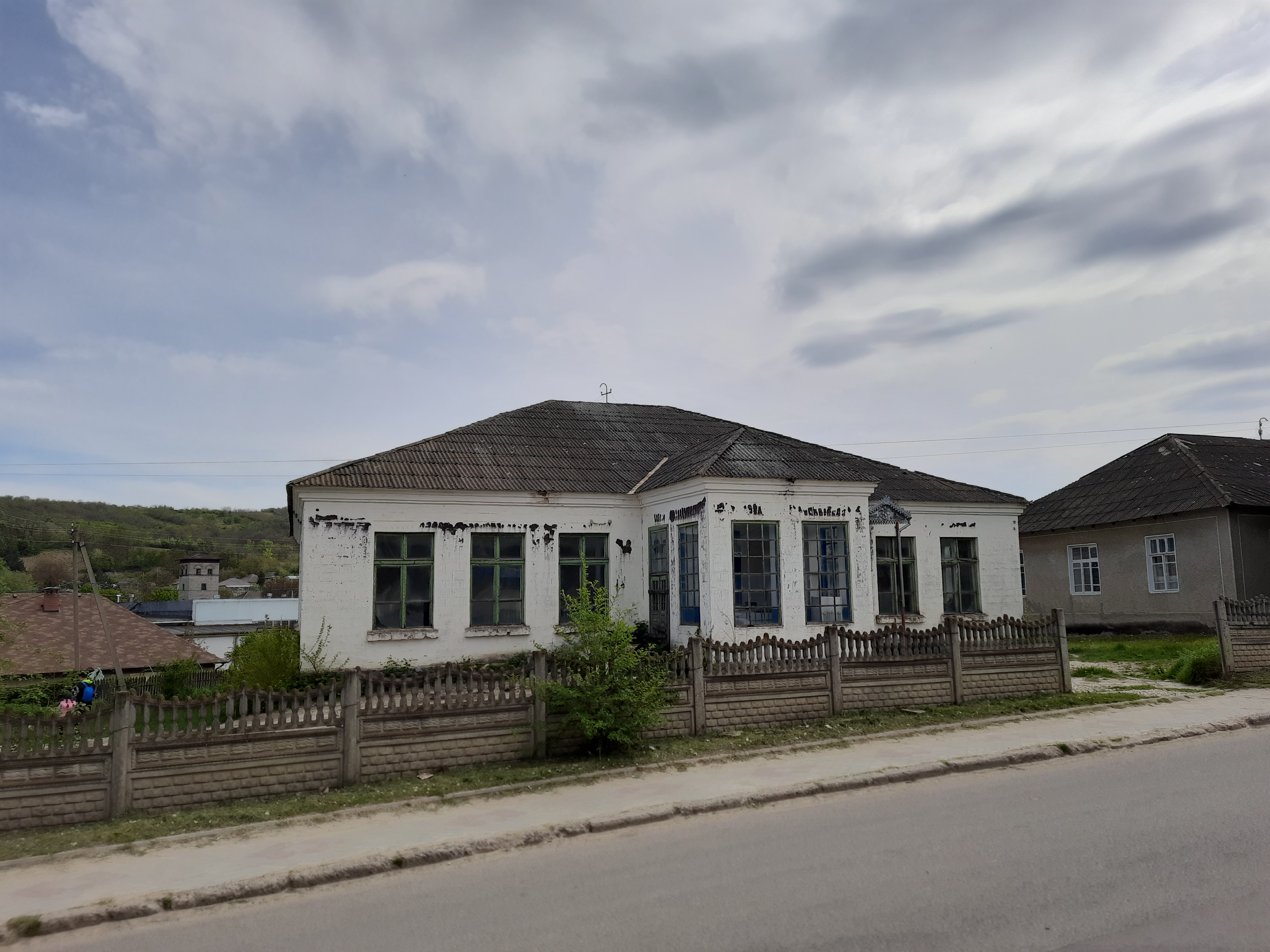
Edificiul istoric al școlii primare (anii 1930)

Referitor la etimologia denumirii există câteva legende. Conform uneia din ele, când teritoriul era împânzit de păduri, iar Moldova era ocupată de hoardele tătărești, oamenii se refugiau în codru. Unul din ei, refuzând să se întoarcă în cătunul pârjolit și pustiit, și-a făcut în pădure o casă nouă cu barda pe care o avea la îndemână. Curând, alți țărani și-au construit gospodării în același loc, iar satul a fost numit după cuvântul „bărdar”, adică meseriaș care lucrează cu barda. A doua legendă la fel presupune construirea unei case în pădure din bardă, de data aceasta de către un oștean moldovean care și-am fi pierdut barda în timpul unui marș.
Sunt documentate vânzarea și cumpărarea unor moșii. De exemplu, în 1644 era întărit lui Neniul Vornic o gloată, danie ce a primit Hrizea și soția lui Vambula (sora lui Ienachi Postelnic) două sate pe Botna – Ulmeni și Diaseni. Primii răzeși din Bardar au fost frații Tonu. În 1796 bărdărenii încep construcția unei biserici din lemn cu hramul Sf. Nicolae. În ea se păstrau cărți vechi religioase, icoane, vase din lemn. În 1879 a fost înălțată o biserică nouă din piatră.
Școala parohială bisericească a fost recunoscută în 1861. La 25 mai 1874 a fost deschisă o școală populară cu o singură clasă, iar peste 2 ani satul avea o școală în clădire nouă. În această școală a învățat viitorul arhiereu-vicar Dionisie Erhan, plecat de tânăr la Mănăstirea Suruceni, pe care a condus-o mulți ani ca stareț.
În cel de-al II-lea război mondial în Armata Roșie au fost mobilizați peste 200 de bărdăreni, dintre care 86 și-au pierdut viața pe front. Mai multe familii și persoane din sat au fost arestate în 1940 și deportate ca dușmani ai poporului.
În apropierea localității a fost descoperită vatra unui sat din mileniul al IV-lea î.Hr. Pe locul fostei așezări s-a găsit un ac de aramă și ceramică specifică pentru epoca de aramă în sud-estul Europei. Lângă Bardar au mai fost descoperite două stațiuni de la sfârșitul mileniului al II-lea î.Hr. Tot aici au fost depistate fragmente de oale de lut specifice epocii bronzului târziu. În apropierea satului au mai descoperite multe fragmente, obiecte din sec. IV-III î.Hr. și sec. VIII-XIV.

## Geografie

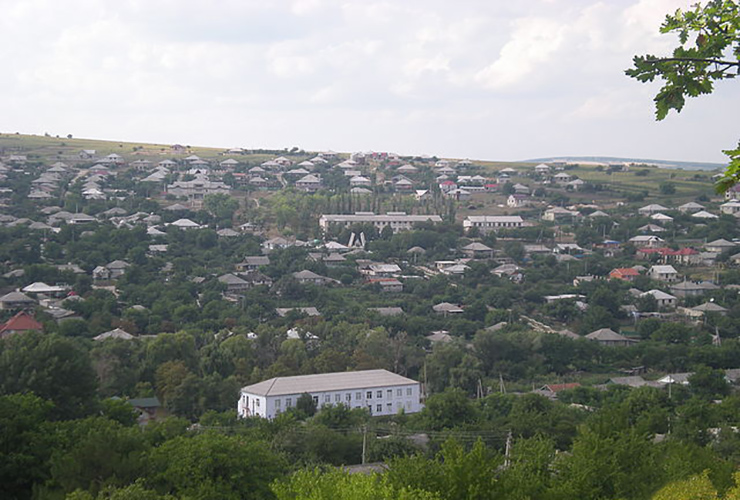
Vedere a satului de la dealul Chirieci.

Bardar este amplasat la 15 km de capitala țării, în preajma drumului regional R3 Chișinău-Hîncești.
Piscurile din jurul satului dau peisajului un aspect submontan. Dealul La Mori are înălțimea de 277 m, Chiriecii se ridică spre Pojăreni la altitudinea de peste 280 m, iar coama dealului Dolugeni (277 m) desparte satul Bardar de Ruseștii Noi. De pe piscul Chirieci se vede conturul Chișinăului.
La intrarea în sat curge râul Botna, care izvorăște la cetatea de pământ Horodca din rezervația Codru și se scurge în Nistru, mai sus de Mănăstirea Chițcani.

## Demografie
Conform recensămâtului din 2004 în satul Bardar locuiesc 5.010 persoane, dintre care 2.495 de bărbați și 2.515 femei.
Conform recensămâtului din 2014 în satul Bardar locuiesc 4.809 persoane.
Componența etnică a localității:
| Naționalitate | Oameni | Procente |
| ------------- | ------ | -------- |
| moldoveni     | 4913   | 98.06%   |
| ruși          | 49     | 0.98%    |
| ucraineni     | 29     | 0.58%    |
| țigani        | 12     | 0.24%    |
| Alții         | 7      | 0.14%    |
| Total         | 5.010  | 100%     |

Două persoane din Bardar au fost deputați în Sfatul Țării, două au fost decorate cu Steluța de Aur și una cu Ordinul Republicii. Teologul Dionisie Erhan a urcat la rangul clerical de episcop.

## Administrație și politică

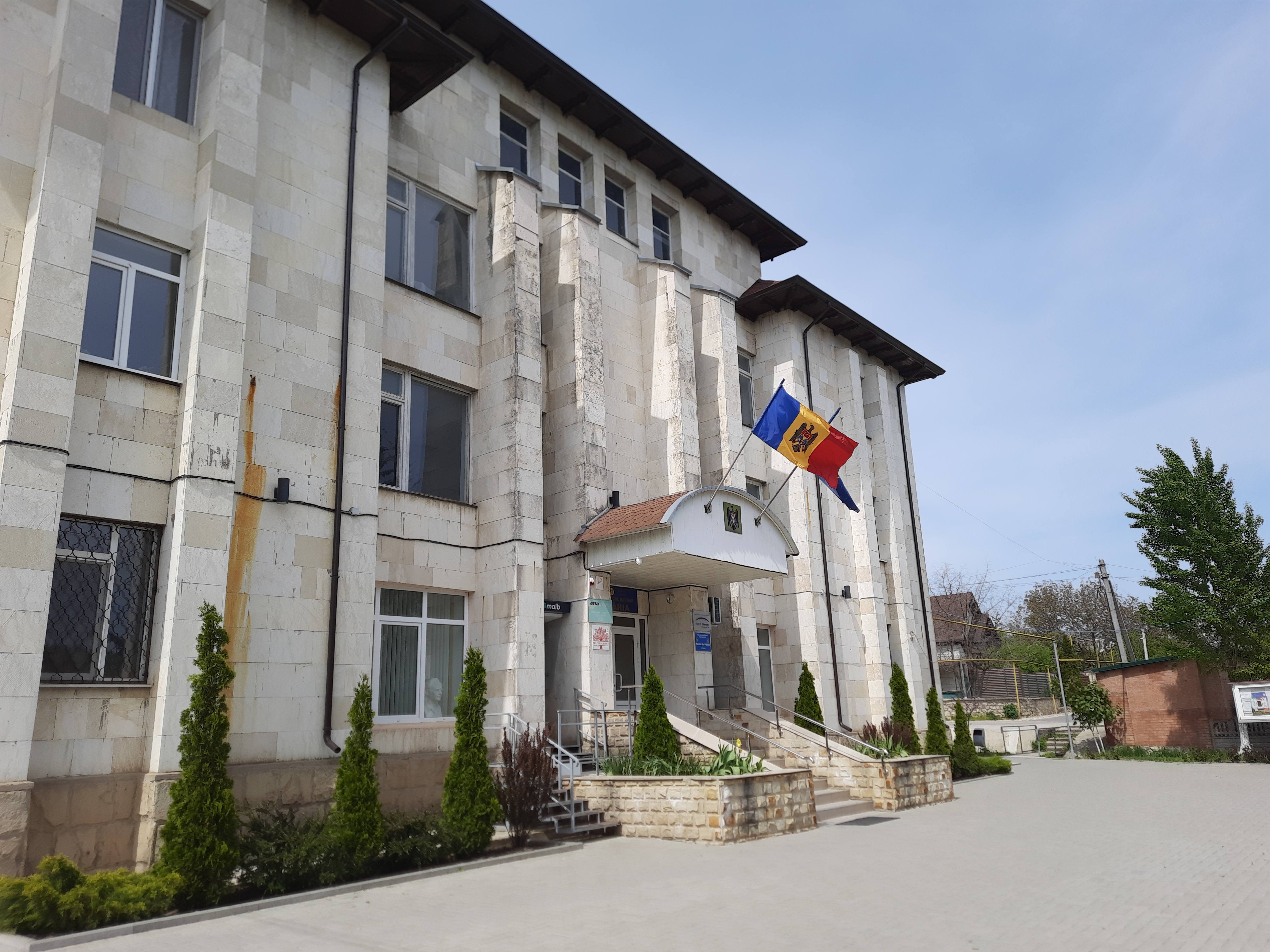
Primăria

Componența Consiliului local Bardar (13 consilieri), ales la 5 noiembrie 2023, este următoarea:
|  | Partid                              | Consilieri | Componență | Componență | Componență | Componență | Componență | Componență |
|  | ----------------------------------- | ---------- | ---------- | ---------- | ---------- | ---------- | ---------- | ---------- |
|  | Partidul Acțiune și Solidaritate    | 6          |            |            |            |            |            |            |
|  | Candidat independent GRIGORE SPÂNU  | 1          |            |            |            |            |            |            |
|  | Liga Orașelor și Comunelor          | 3          |            |            |            |            |            |            |
|  | Platforma Demnitate și Adevăr       | 2          |            |            |            |            |            |            |
|  | Candidat independent VASILE PLUGARU | 1          |            |            |            |            |            |            |

## Economie
În Bardar sunt înregistrați circa 224 de agenți economici. SRL „Bardar-Agro” și „AȚ-ZIM” gestionează, respectiv, 489 și 216 ha. În ramura agriculturii sunt antrenați alți 45 de antreprenori. Sectorul industrial și comercial e prezentat de Întreprinderea mixtă „Vinăria-Bardar” SA, SA „Romalina”, Întreprinderea de deservire tehnică (ÎDT) SA și altele, inclusiv întreprinderi individuale.

### Infrastructură
Localitatea dispune de două mori și două brutării, 31 de magazine și baruri, o piața comercială, două stații de alimentare cu combustibil. Populația beneficiază de oficiu poștal și o centrală telefonică pentru 1200 de abonați. În sat sunt amplasate două biserici, casa de cultură, liceul teoretic „Aurel David”, o școală primară, grădinițele de copii „Licurici” și „Mărțișor”, un centru de sănătate, trei biblioteci, un muzeu, trei monumente militare, două stadioane și două parcuri. Apa potabilă este asigurată de 230 de fântâni și un sistem centralizat de pompare. Rețeaua de gazificare este în construcție, până în prezent - 2014, fiind gazificate circa 1000 de gospodării. Peste 30% din gospodării beneficiază de un sistem centralizat de canalizare. Rețeaua drumurilor locale depășesc 33 de km. Blocurile administrative au, în majoritate, 3 etaje.

### „Vinăria–Bardar” S.A.

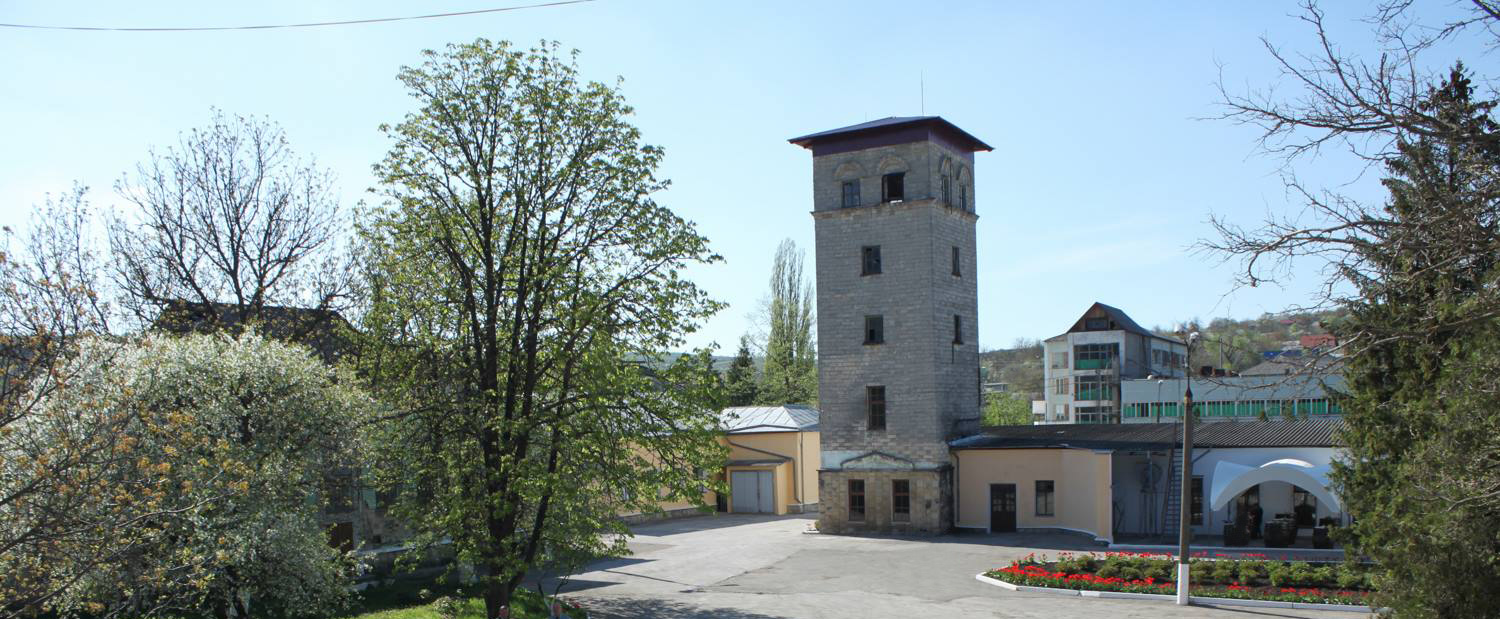
Vinăria „Bardar”

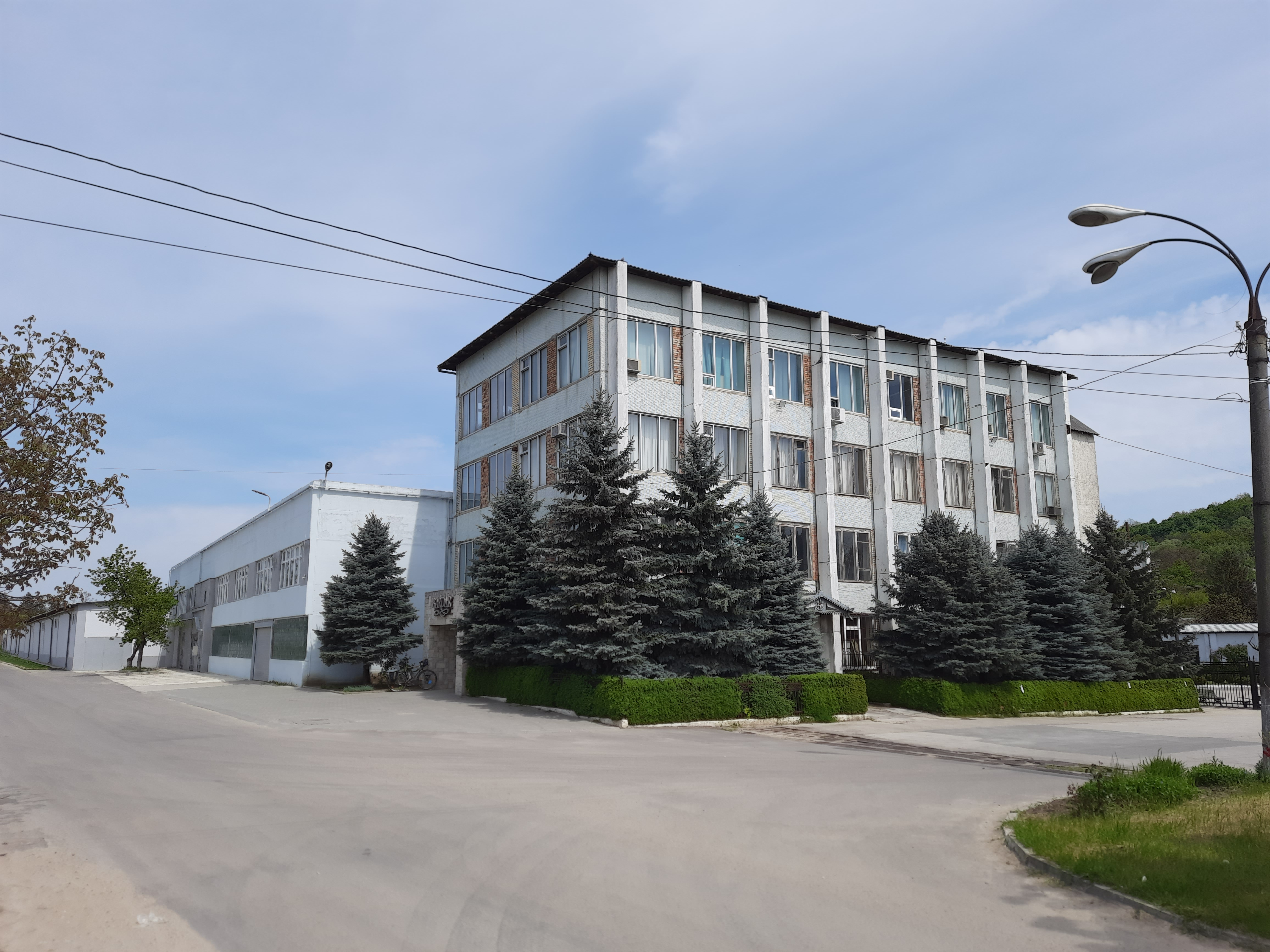
Blocul administrativ

În anii 1920, fabricantul de origine germană Miller, ajutat de inginerul Fișman, a adus în Bardar din Transilvania, utilaj pentru extragerea spirtului din poamă. Cei doi au construit o mică întreprindere, la care au angajat aprox. o duzină de oameni în frunte cu un administrator, iar în anul 1929 au scos la vânzare primii decalitri de spirt.
În 1940 autoritățile sovietice au naționalizat fabrica de distilare și producere a spirtului. Peste un an, aceasta a redevenit proprietate a statului român, fabrica fiind pusă din nou în funcțiune. Pe atunci purta denumirea „Podgorie” și producea zilnic circa 40 dal.
După anexarea Basarabiei la URSS în 1944, fabrica de spirt din Bardar a fost trecută în componența fabricii de vin din centrul raional Kotovsk (azi Hîncești). Ultima era asigurată cu materie primă de la punctele de vin din 23 de sate. În acea perioadă suprafețele de vii roditoare depășeau în raion 4000 de hectare.
Cu timpul în fabrica din Bardar a fost procurat utilaj mai productiv, au fost angajați noi specialiști și muncitori. Fabrica a fost separată de Hîncești, păstrând în componența sa doar punctele de colectare a poamei din Bardar, Manoilești, Văsieni și Ulmu. În 1947 au fost colectate și prelucrate 649 tone de poamă, în 1955 această cifră depășea 3600 tone. În 1971 întreprinderea este numită „Fabrica experimentală de vinuri din Bardar”. Ca urmare, a fost întemeiat un laborator științific modern, condus de tehnologul D. M. Vîsocianski.
În noiembrie 1994 fabrica vinicolă din Bardar se reorganizează în societate pe acțiuni, privatizată de către furnizorii de materie primă (50% gratuit), colectivului fabricii i-au revenit fără concurs 7%, acțiunile statului constituiau 43% și au fost puse ulterior în vânzare. Astfel, SA „Vinăria – Bardar” s-a transformat în întreprindere industrială privată cu 4558 de acționari. La începutul anului 1998 pachetul de control a trecut la investitori străini.
Gama de produse a fabricii include vinuri seci, demiseci, demidulci, de desert și tari (tip Porto, Madeira), calvados, brandy și divin (cognac). De o calitate deosebită sunt vinurile albe seci de calitate superioară mature Aligote, Pinot, Riesleng și Sauvignion, iar vinul „Aligote de Bardar” a fost înalt menționat la concursul mondial de vinuri din Paris „Vinalies Internationales”, organizat de către Uniunea Oenologilor din Franța⁠(d). În total, „Vinăria – Bardar” a acumulat 27 medalii, inclusiv 7 de aur, 15 de argint și 5 de bronz.

### Grădina zoologică

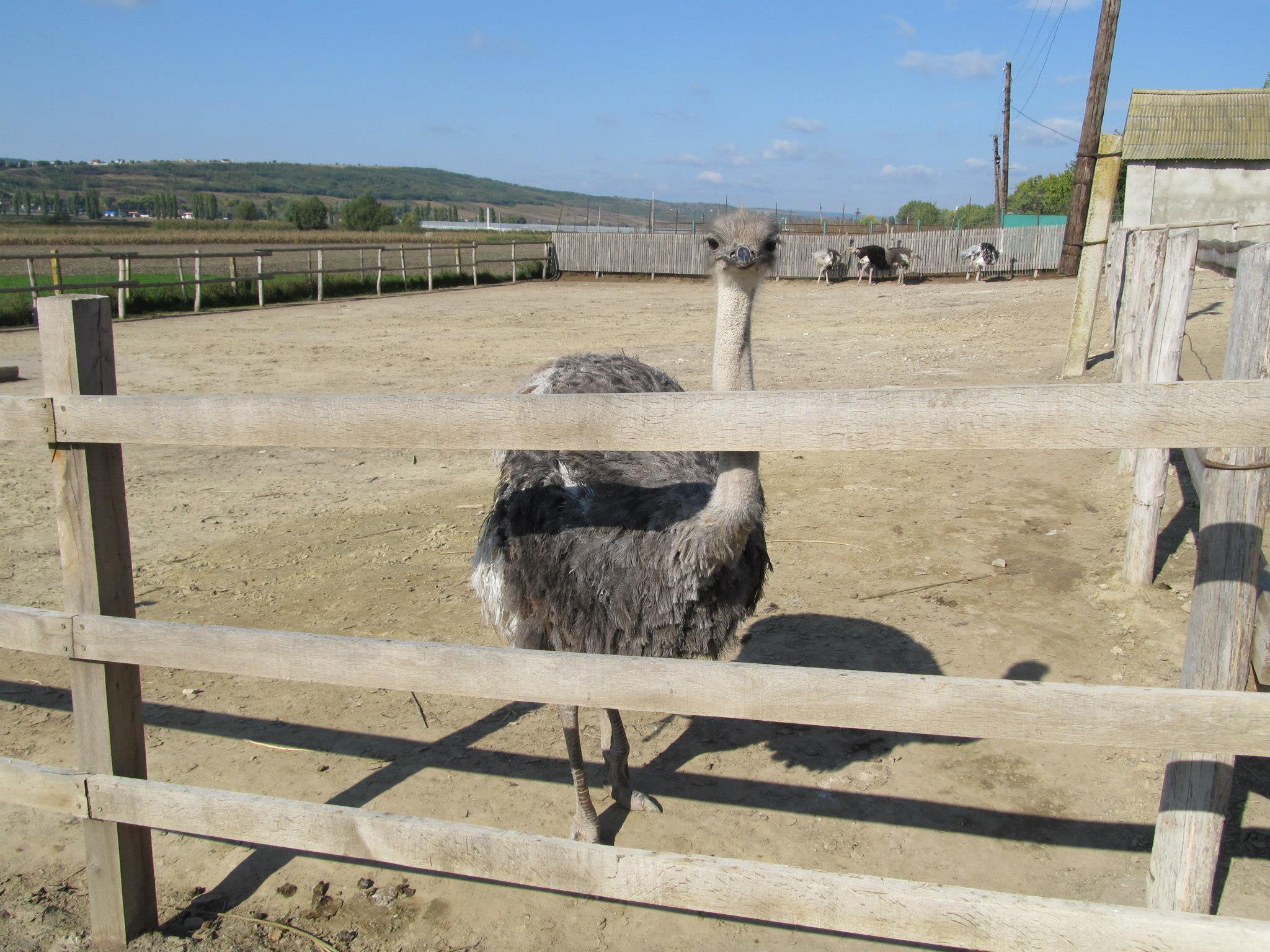
Un struț african la menajerie

La doi kilometri de vatra satului este situată o menajerie, cea mai mare grădină zoologică privată din Republica Moldova. Inițial a fost deschisă ca o fermă de struți, dar de-a lungul timpului au fost aduse mai multe specii de pasări și alte animale: cai sălbatici, ponei, păuni, fazani, lebede negre, rățuște și șoimi. Vizitatorii pot intra în contact direct cu animalele. Grădina zoologică se întinde pe un hectar și jumătate, iar furajele sunt furnizate de pe pășunile din preajma ei.

### Plantația de lalele & nuferi
La Bardar se găsește cea mai mare plantație de lalele din Republica Moldova. Aceasta se întinde pe o suprafață de 40 de ari și furnizează în jur de un milion de flori pe an. Bulbii sunt aduși din Țările de Jos. Plantația datează din anii 2000, iar investiția antreprenorului se ridică la aproape patru milioane de lei moldovenești. În anul 2013, Ministerul Agriculturii prin intermediul IFAD a finanțat construcția drumului de acces spre plantație. În afară de lalele, pe teritoriu se găsește o plantație de peste 60 de soiuri de nuferi, cât și pepene, zmeură, fasole și cartofi.

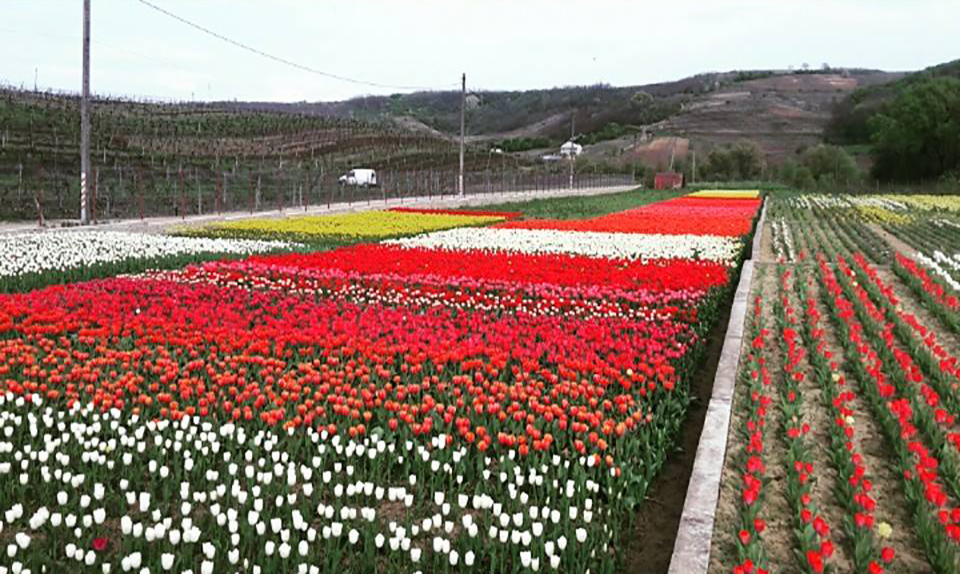
Lanul de lalele din Bardar.
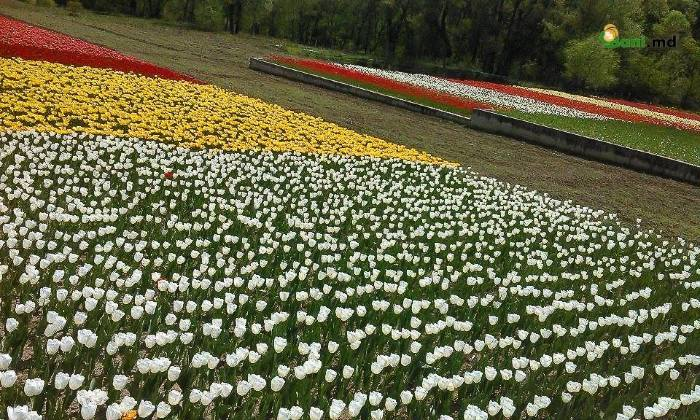
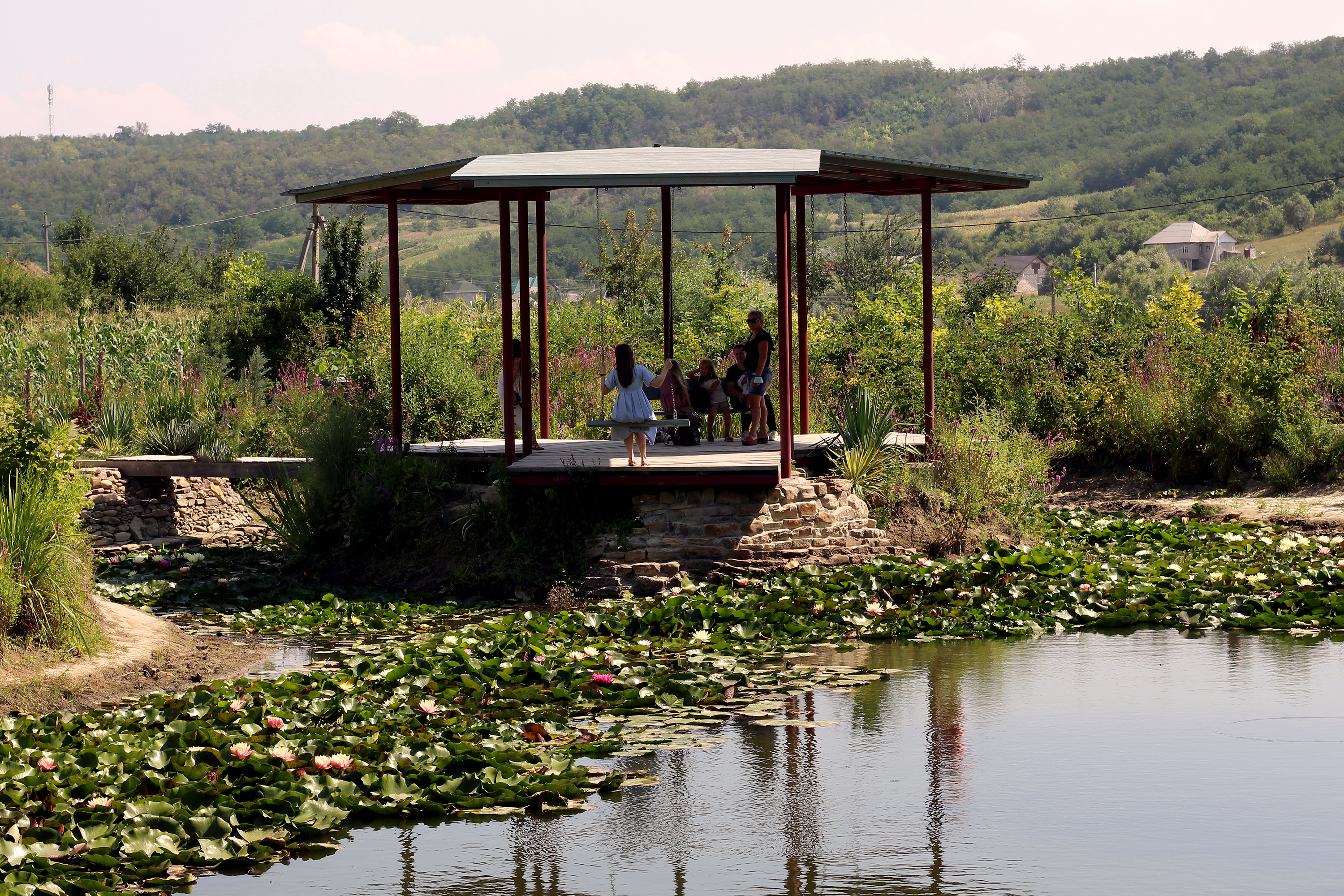
Plantația de nuferi

## Galerie de imagini

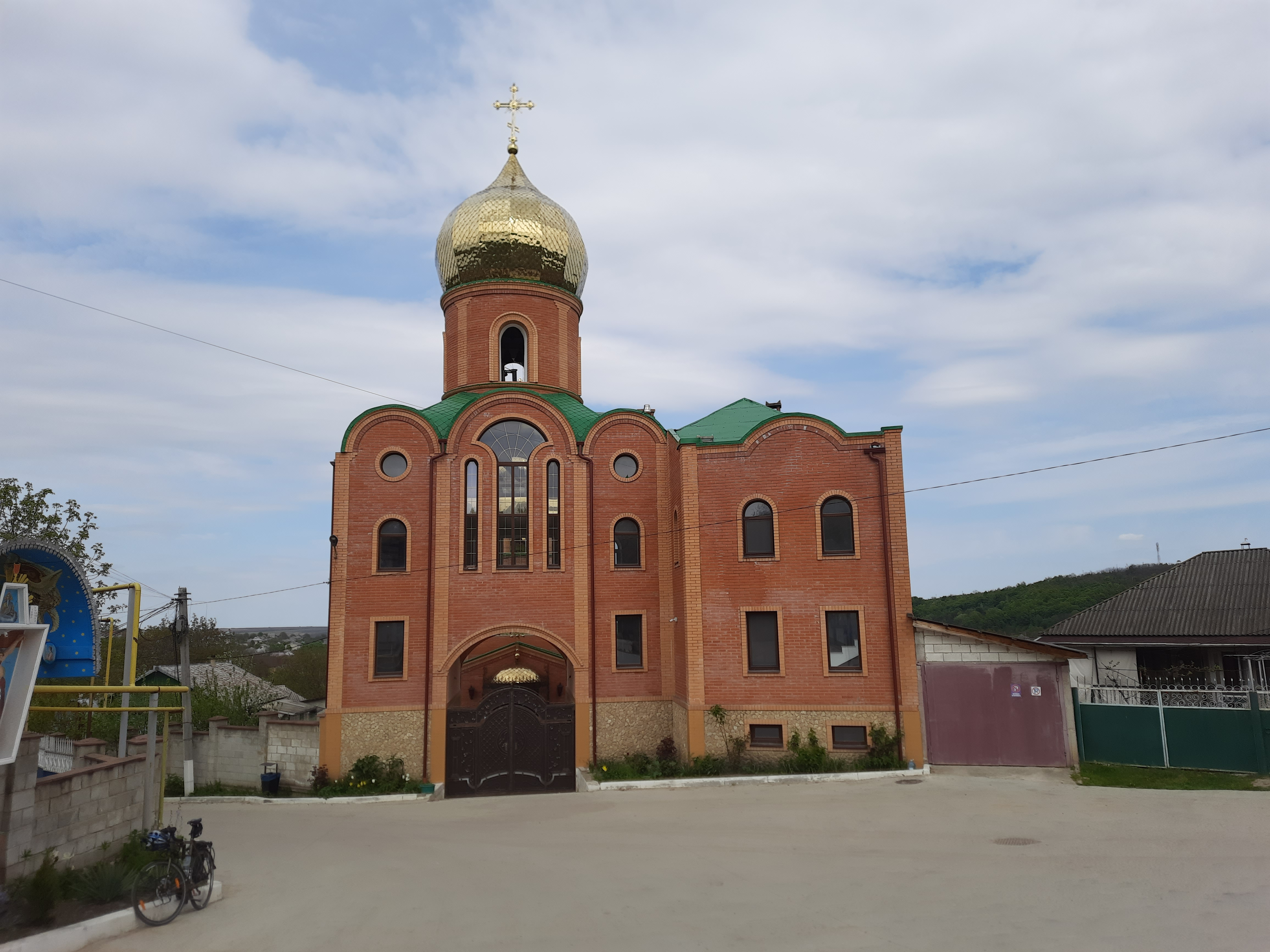
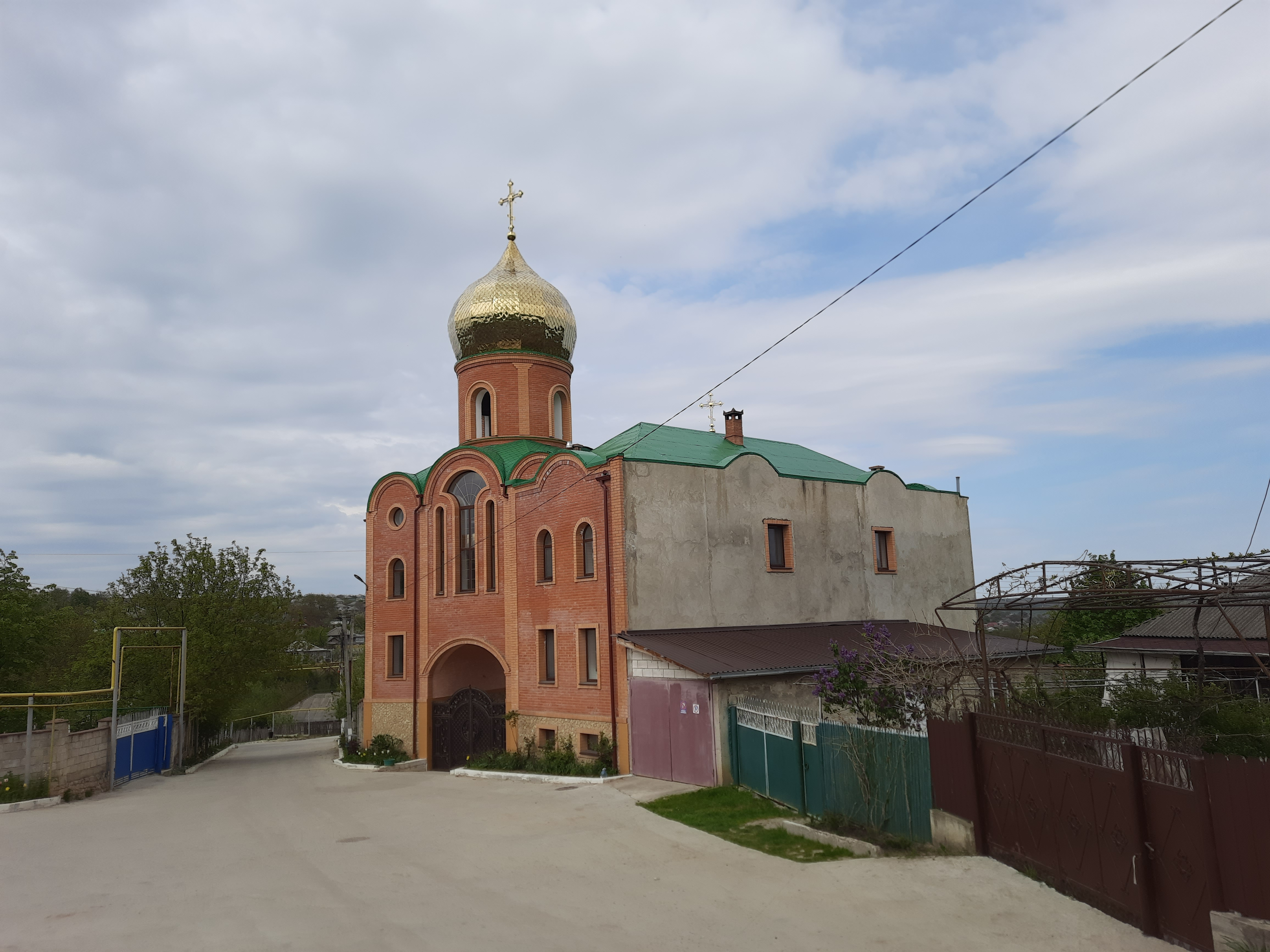
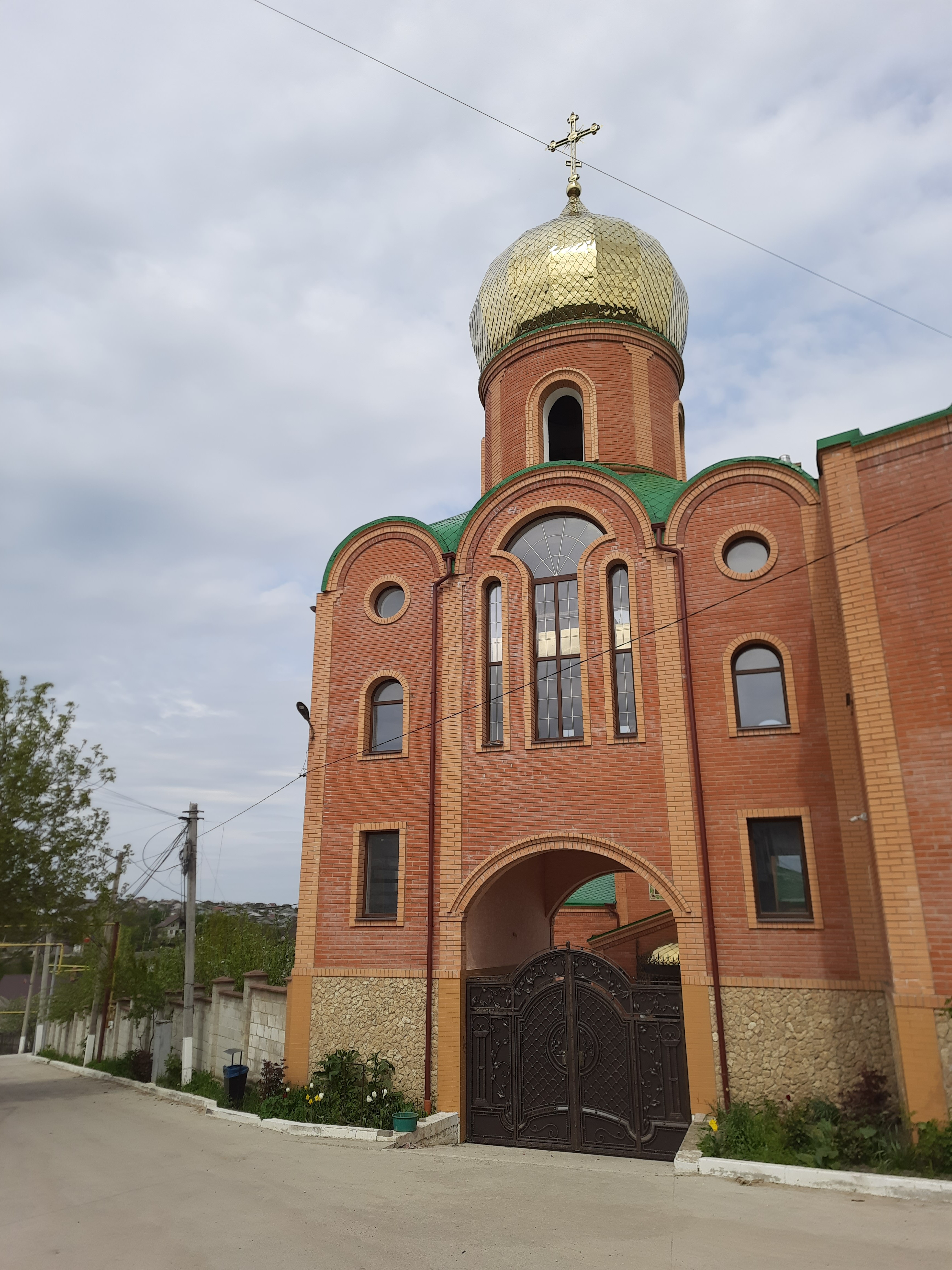
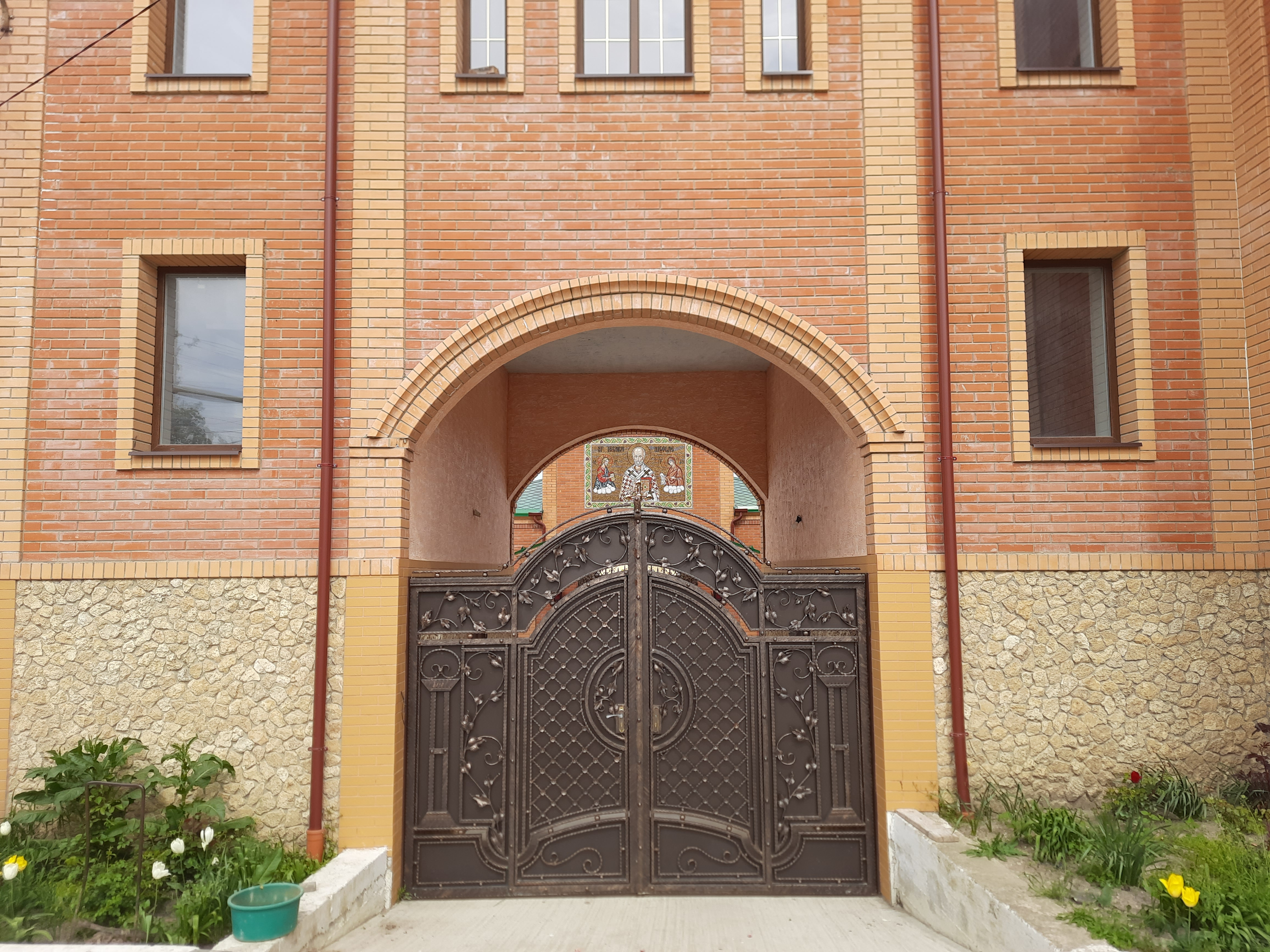
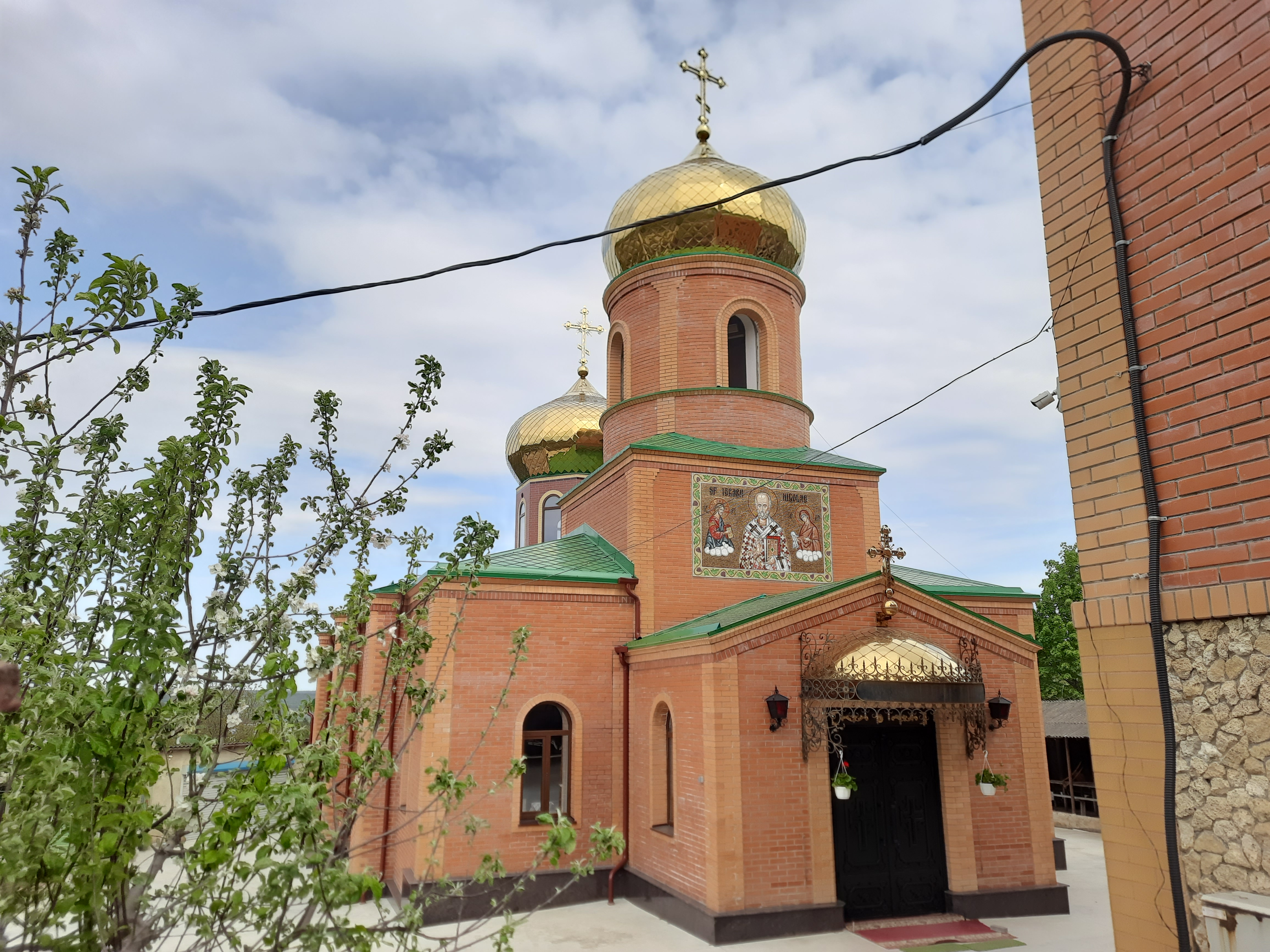
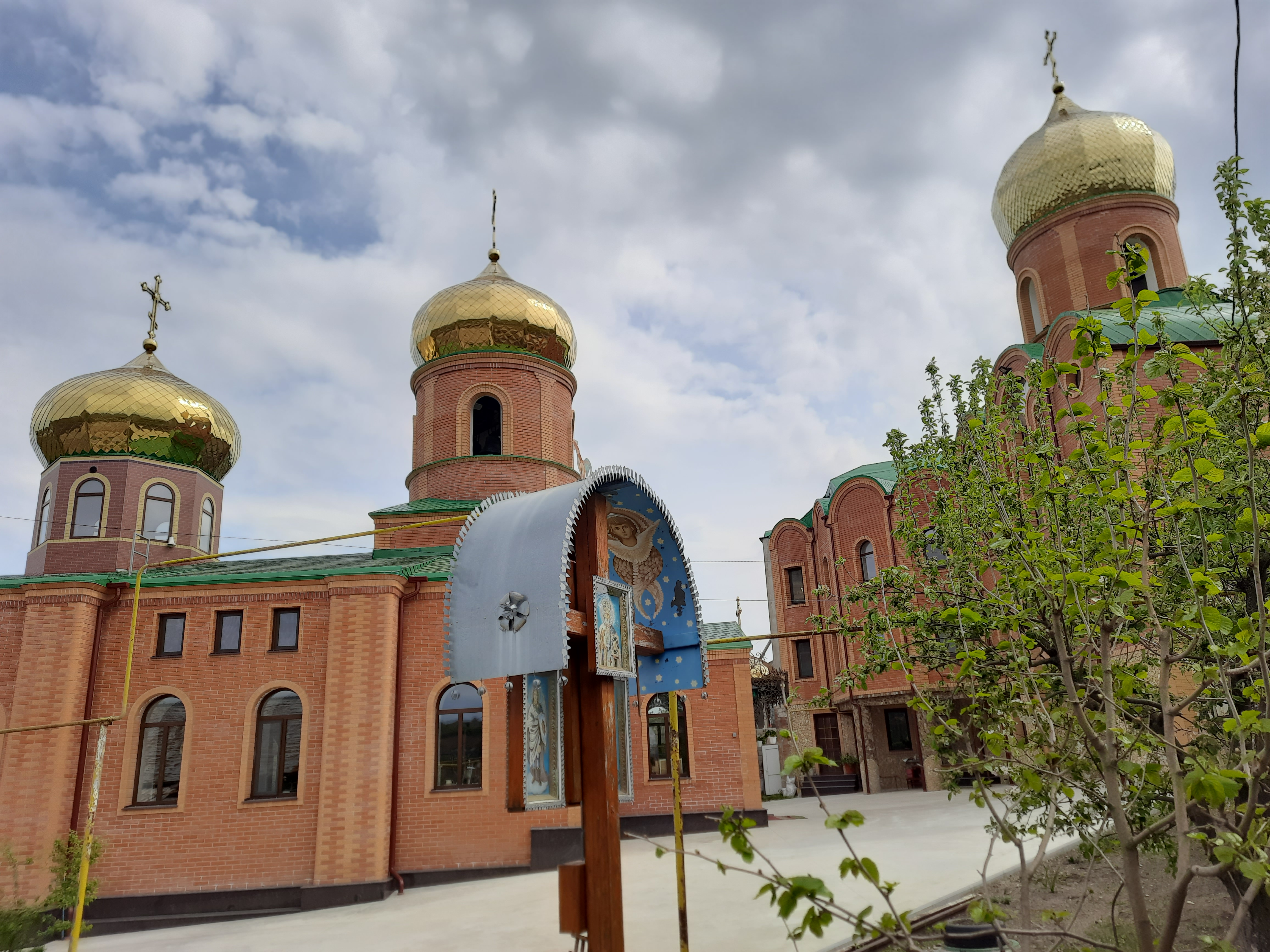
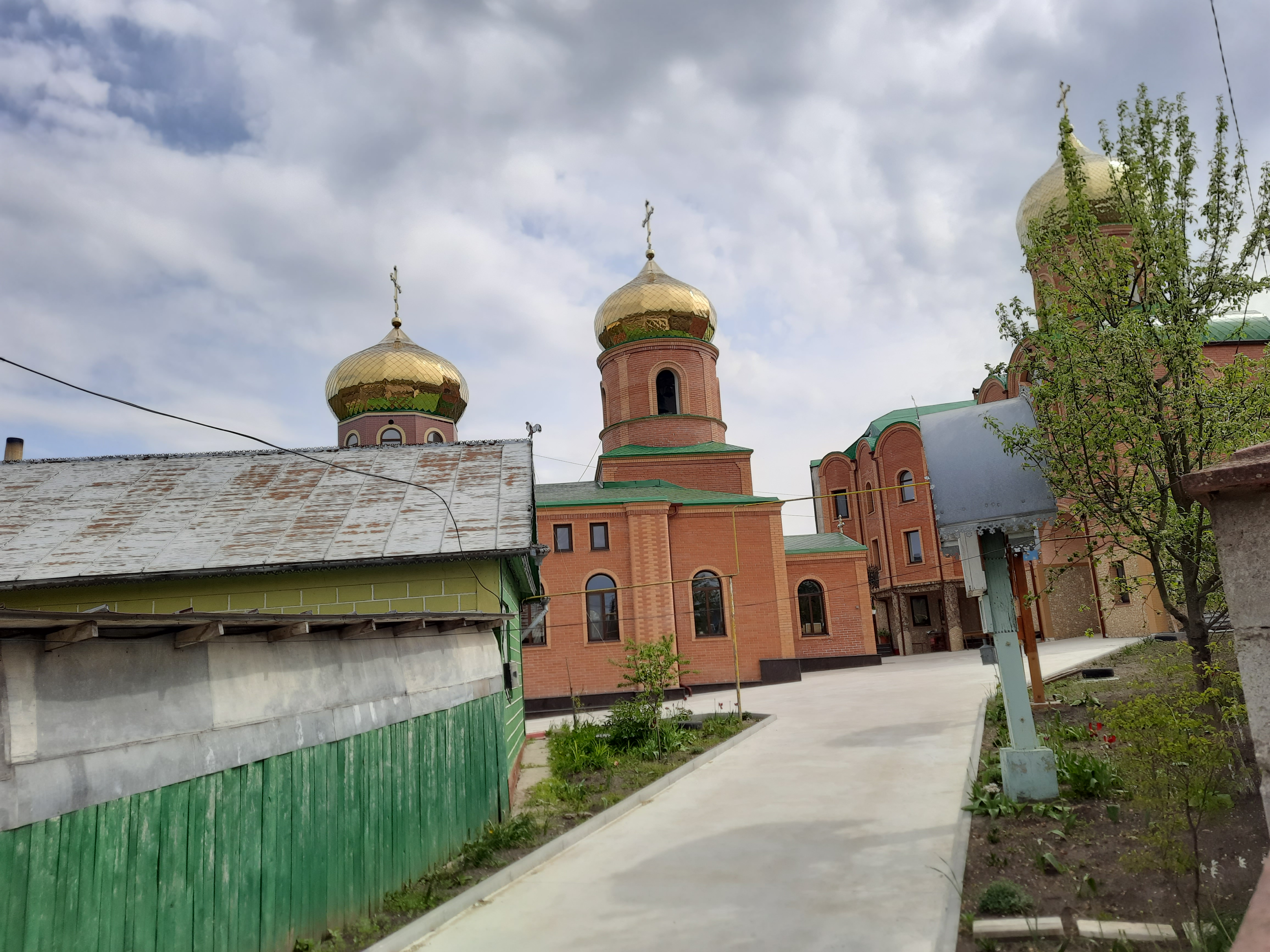

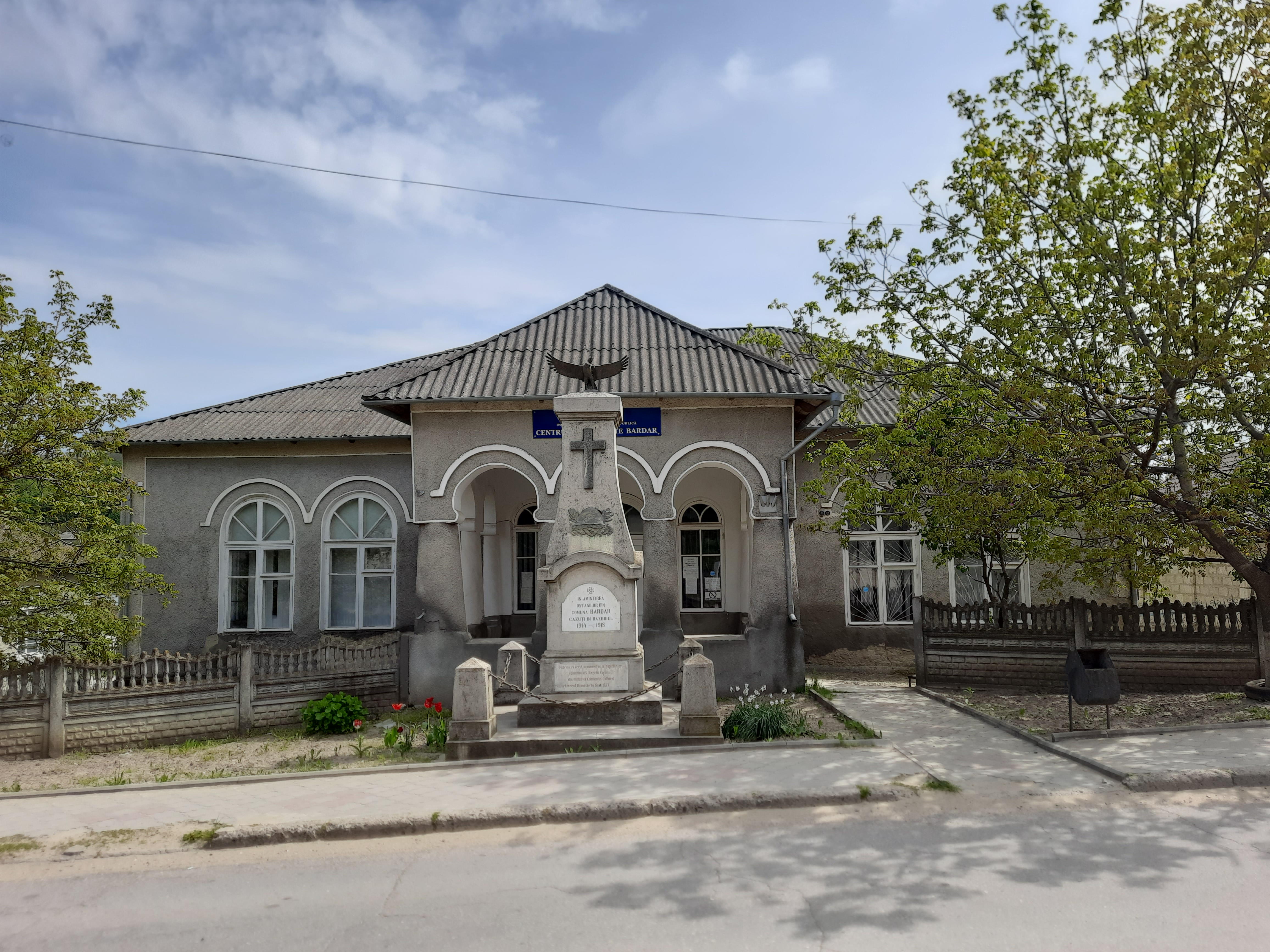
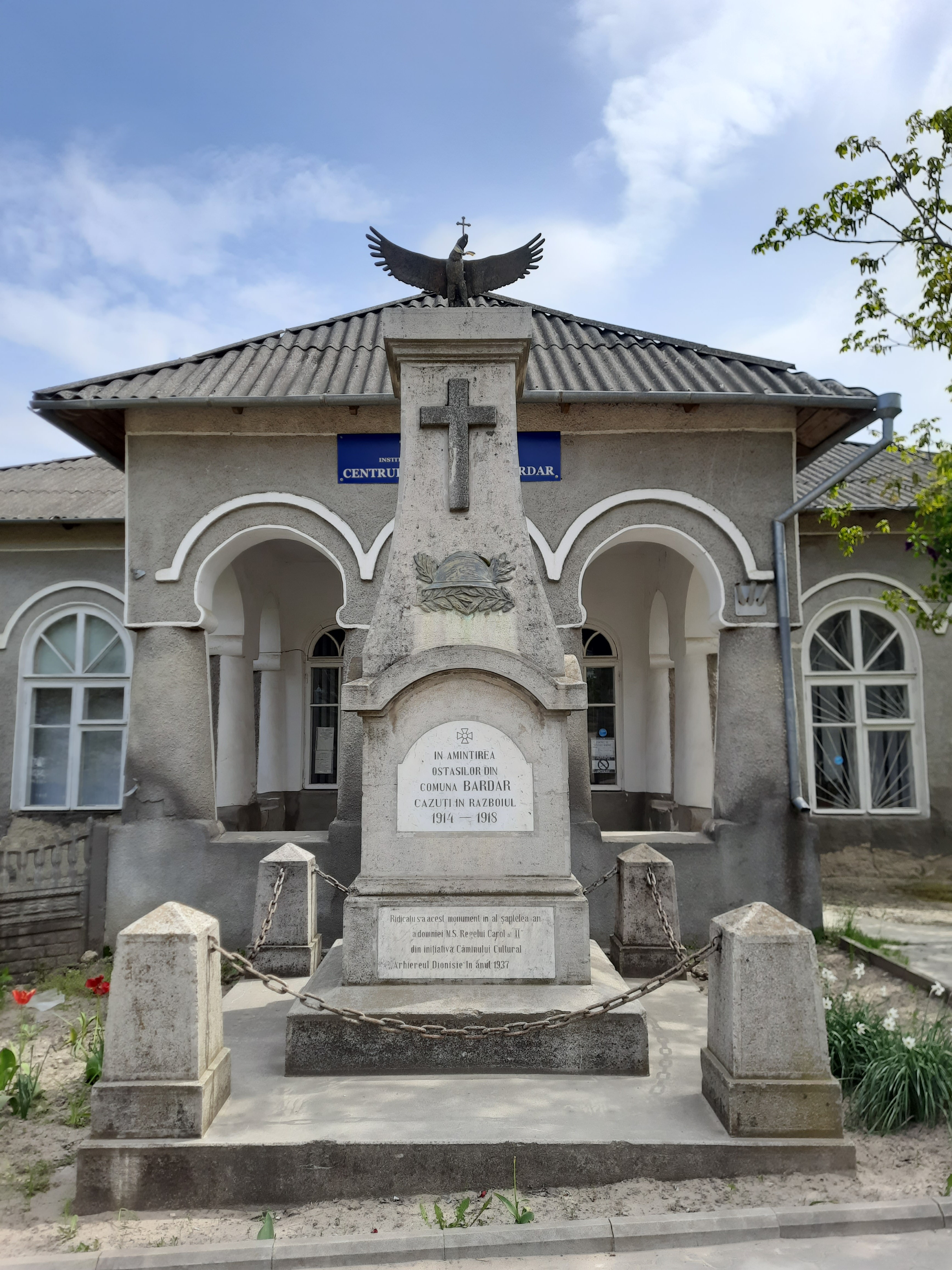
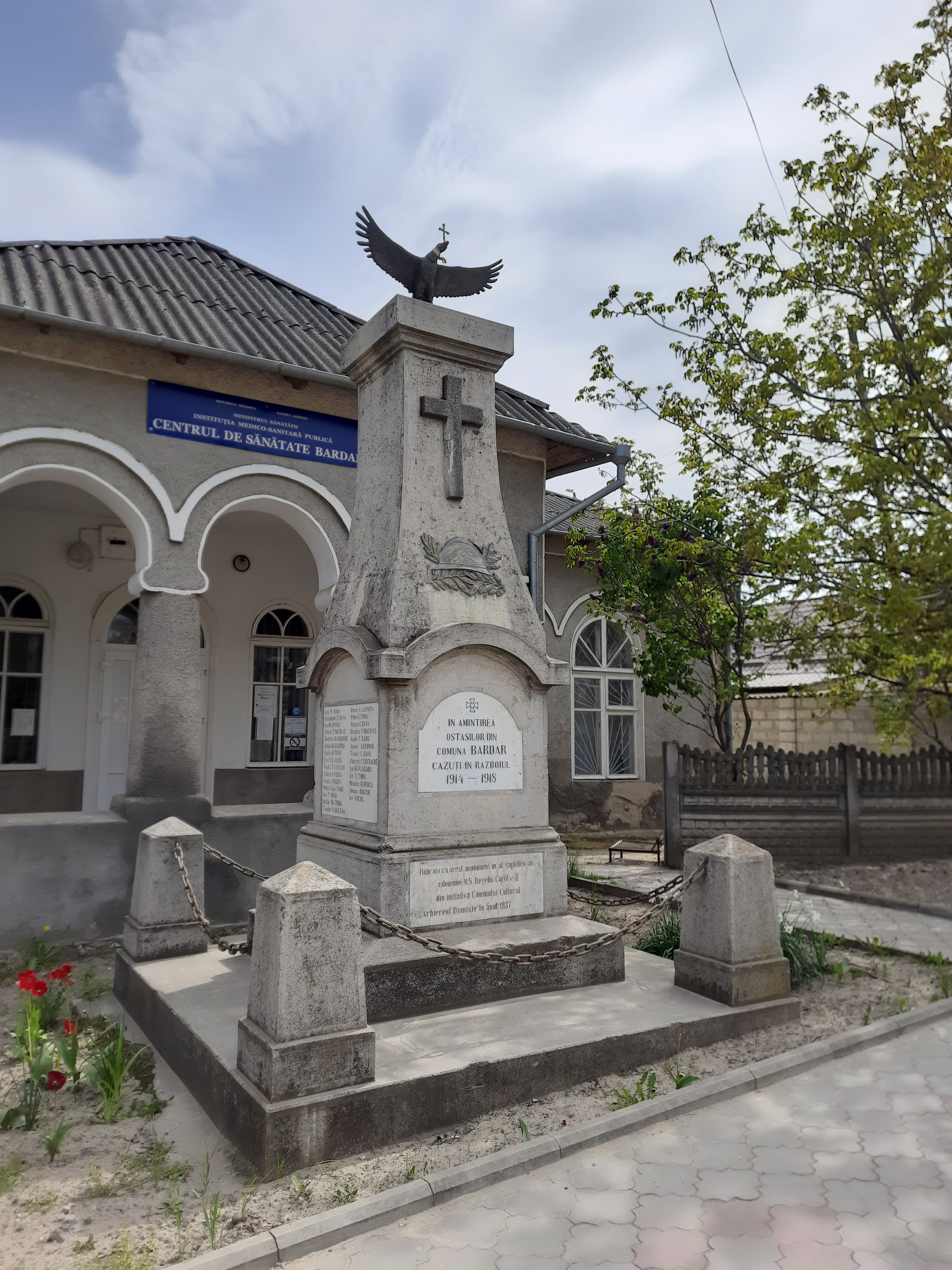
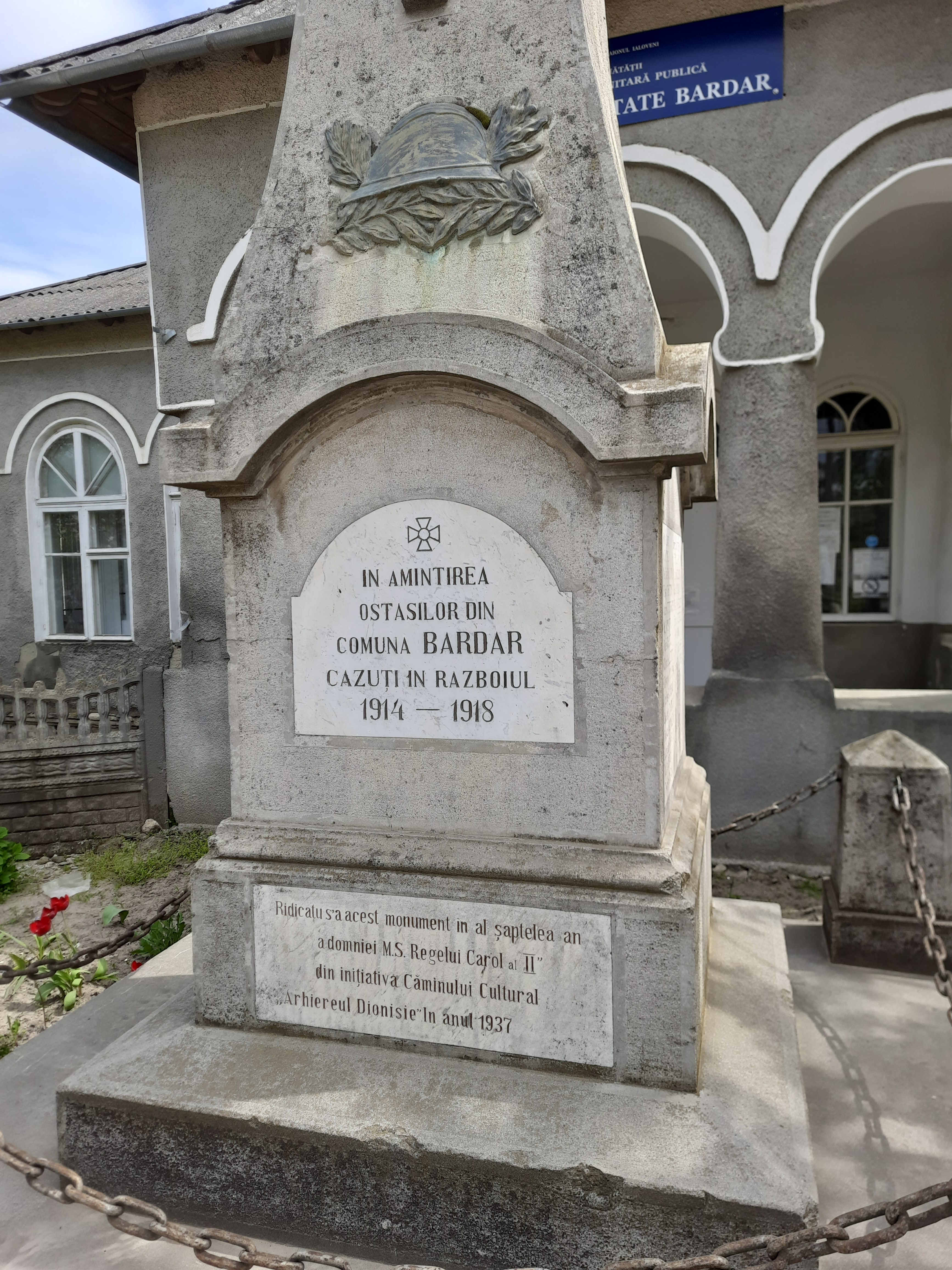
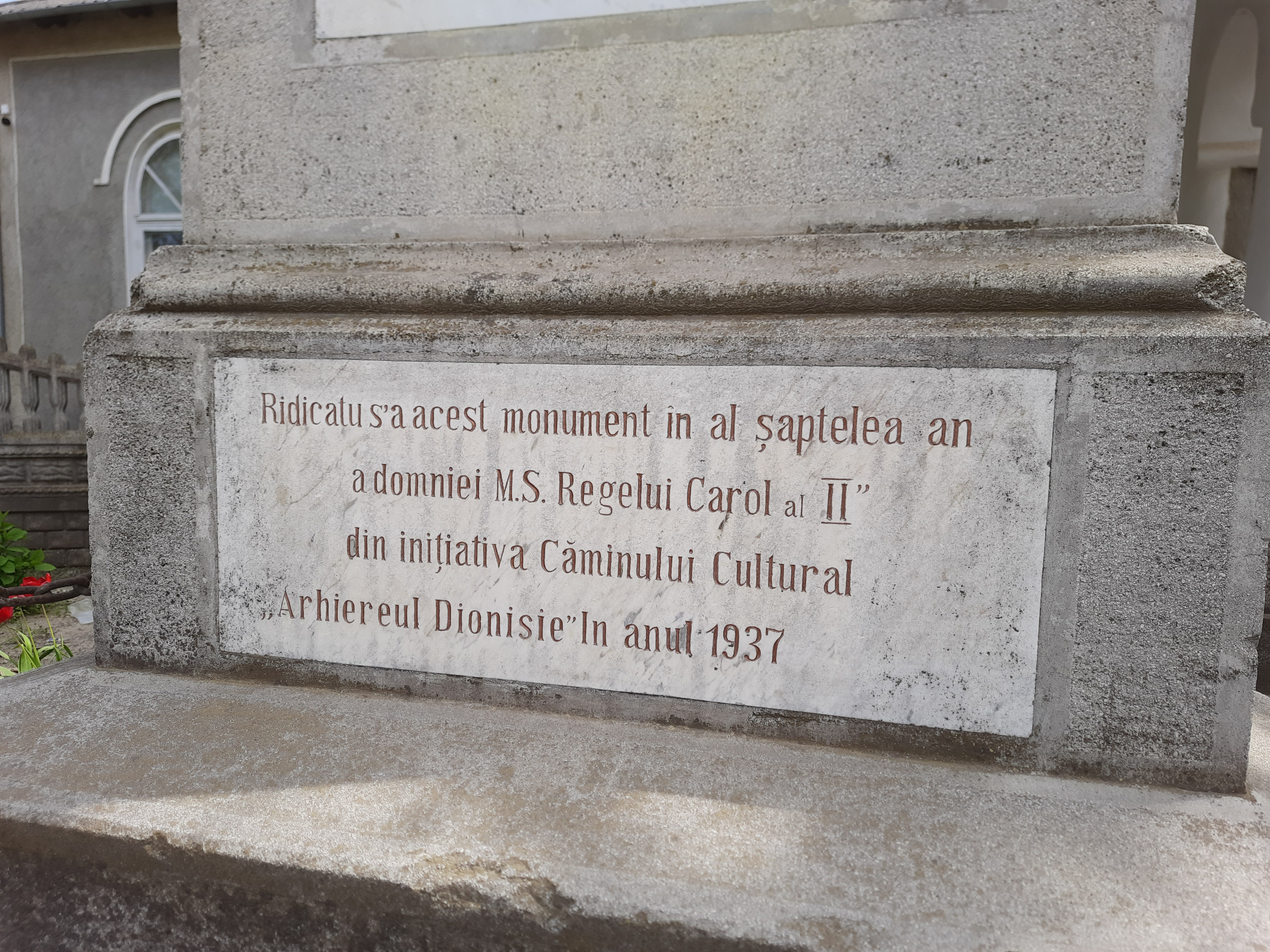
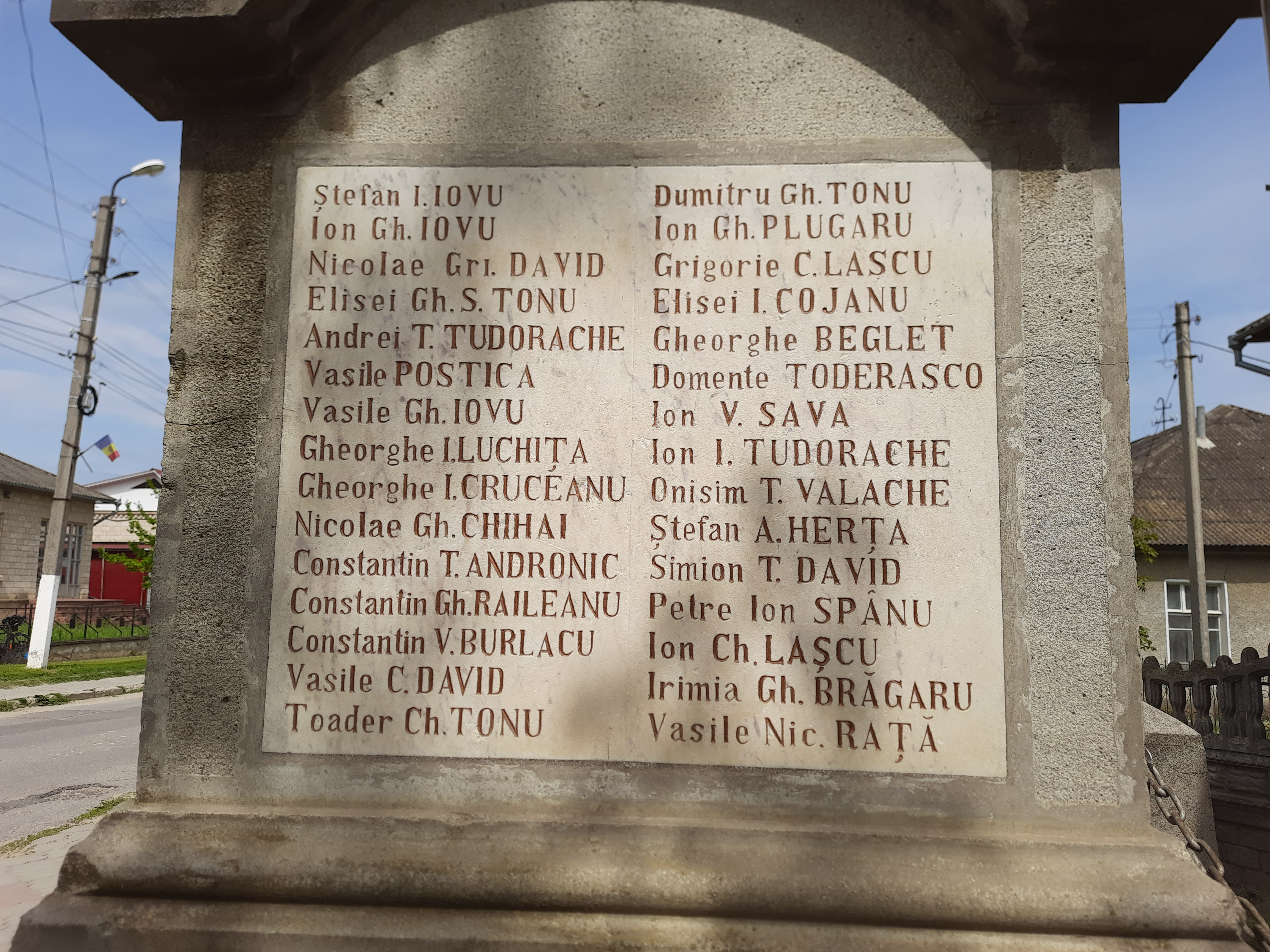
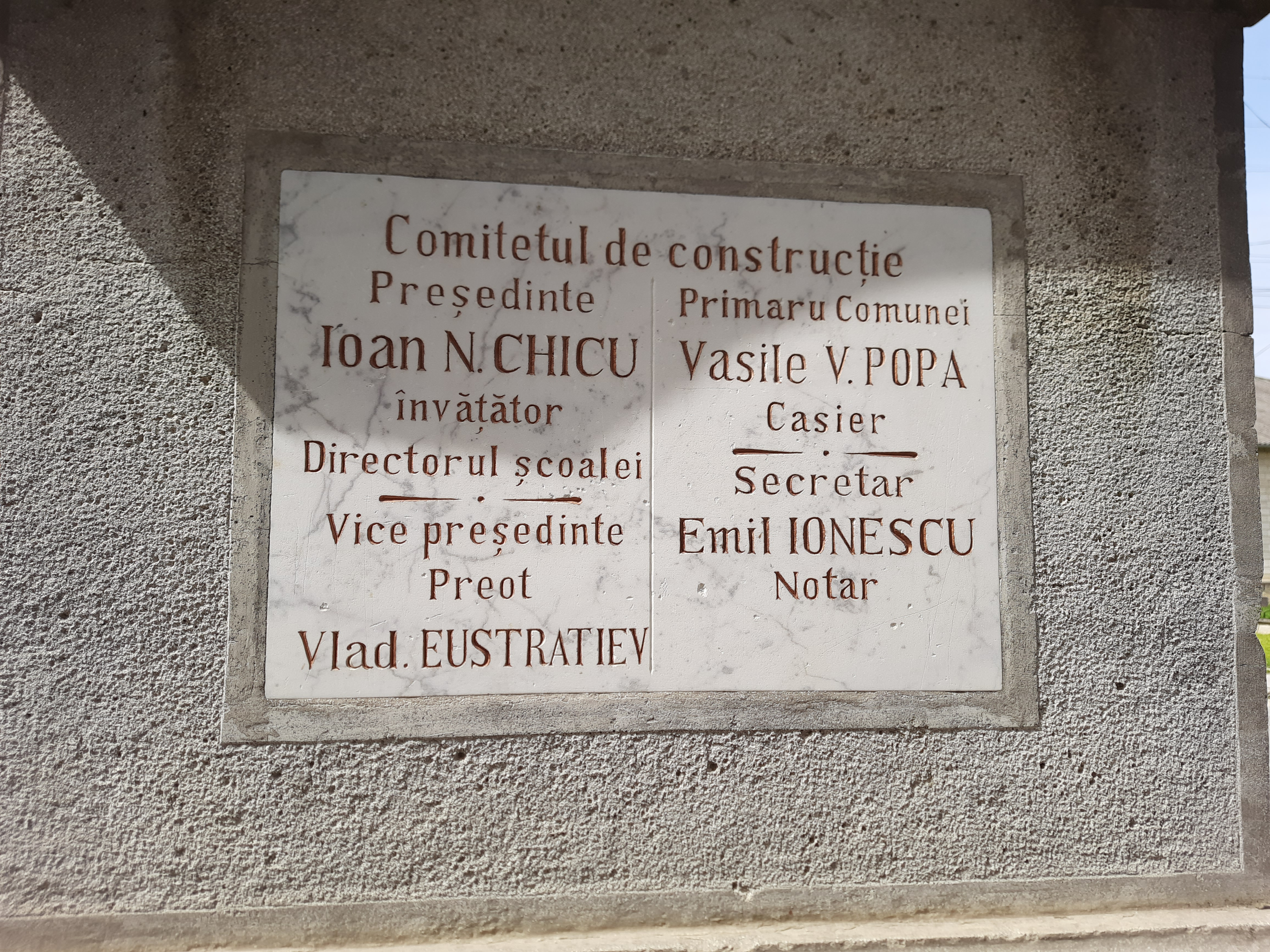
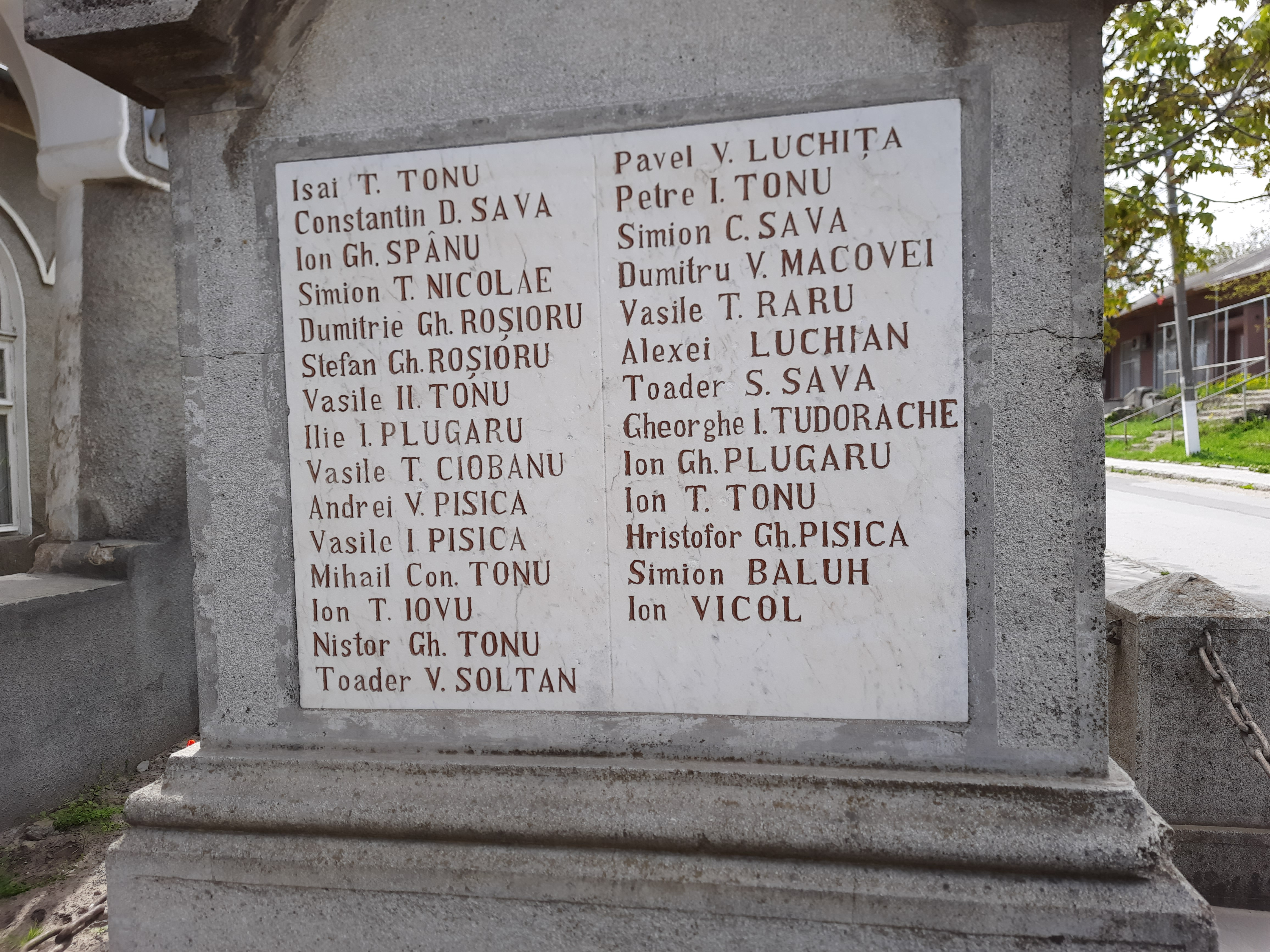
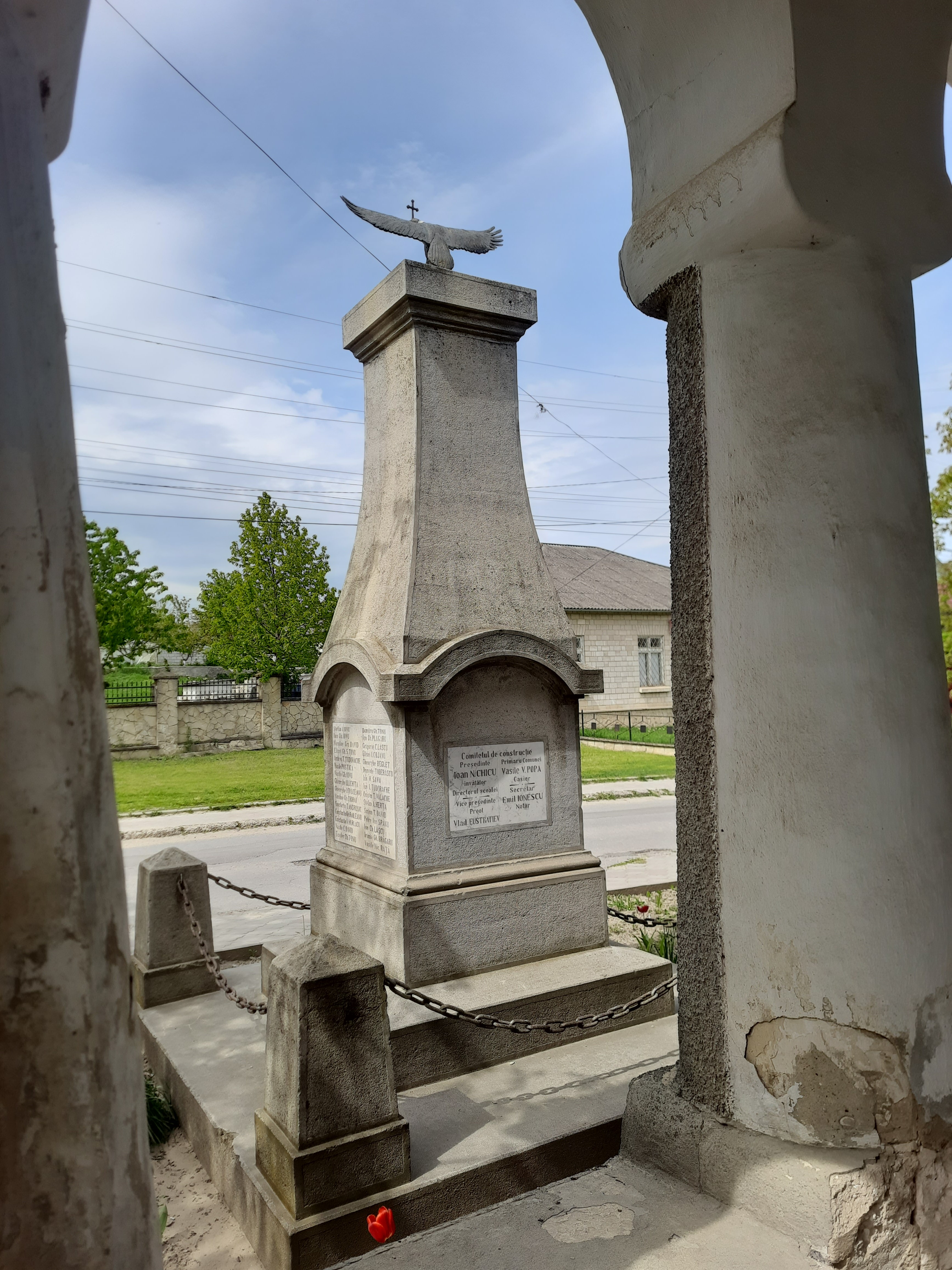

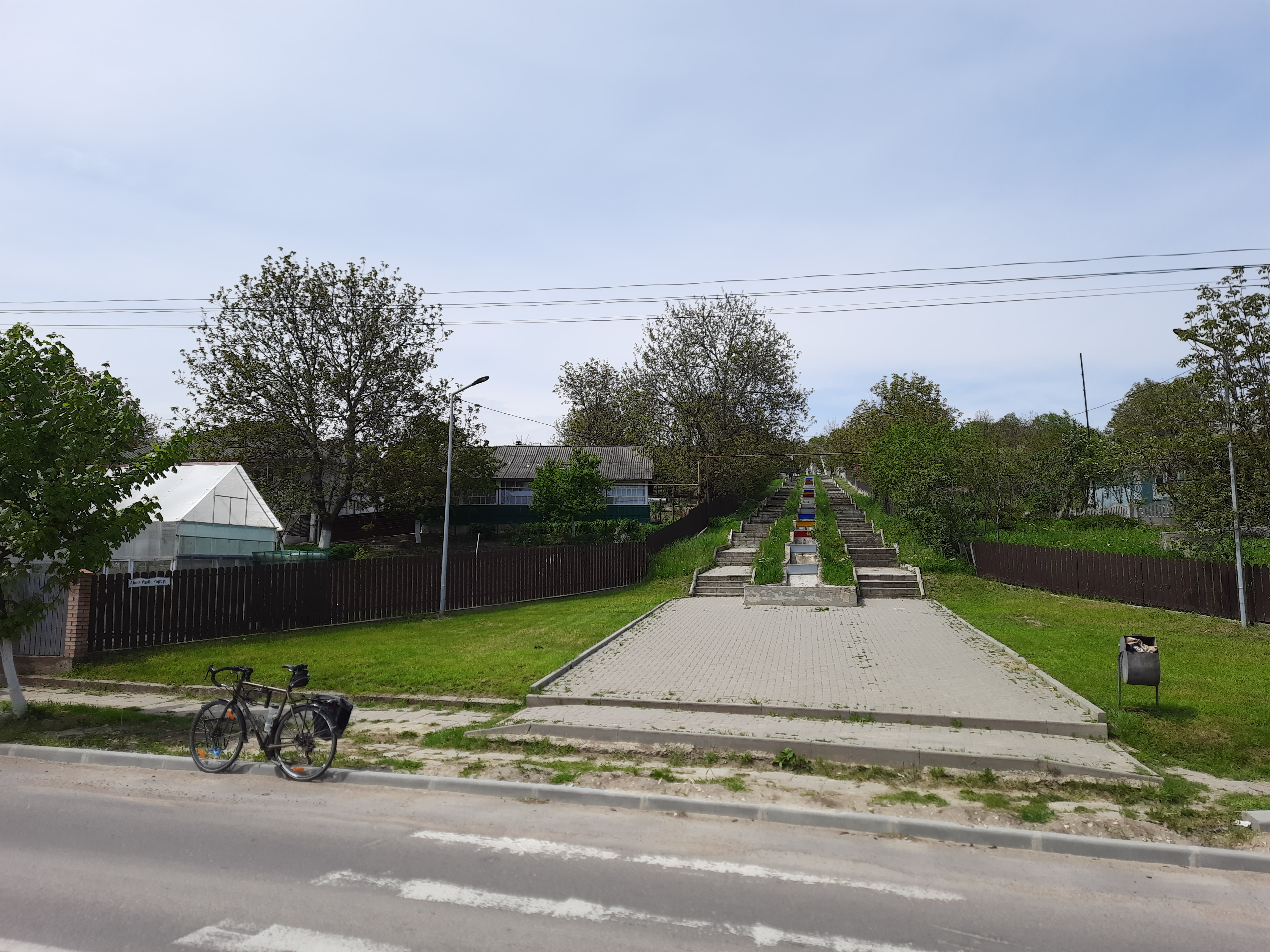
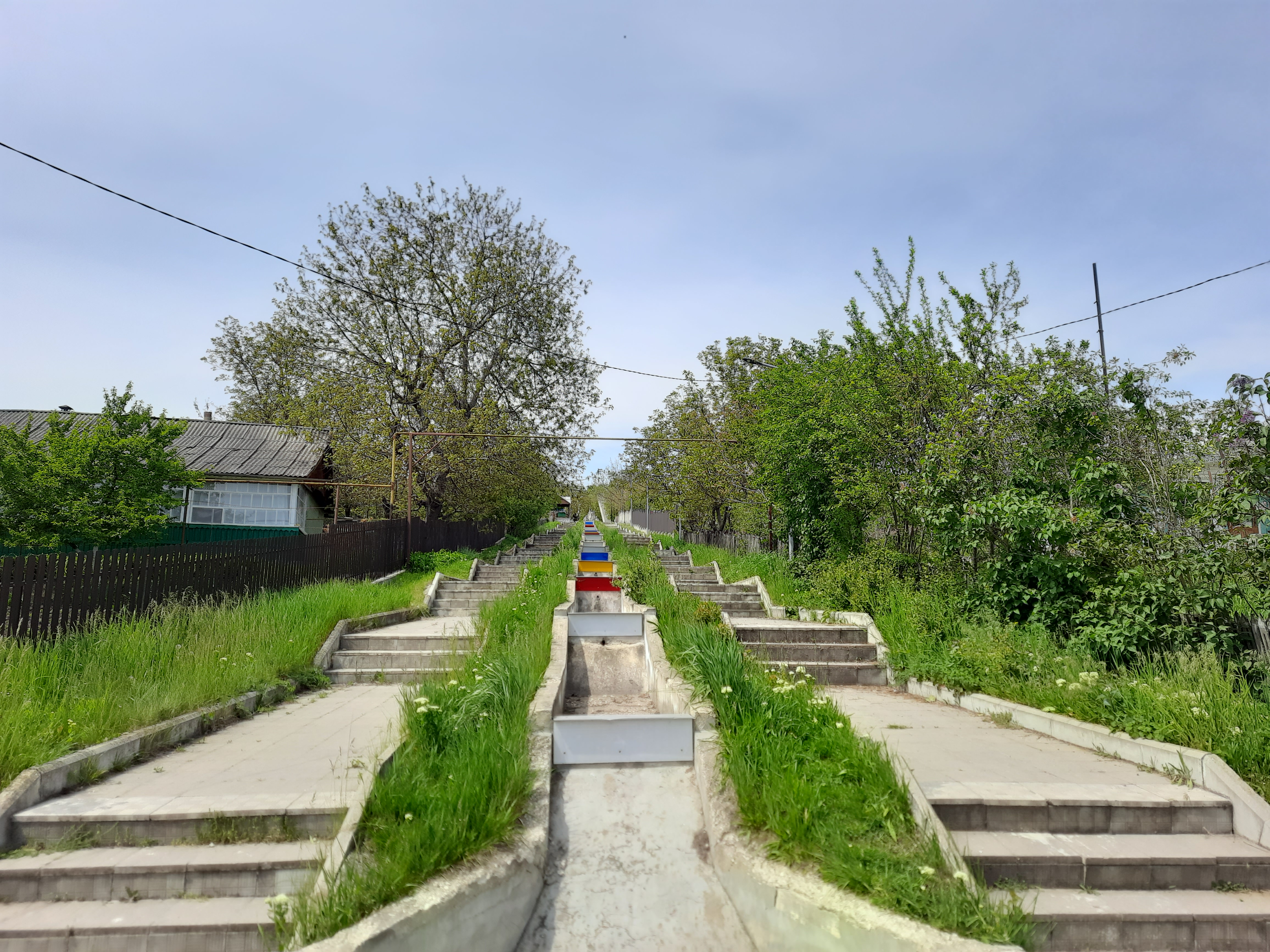
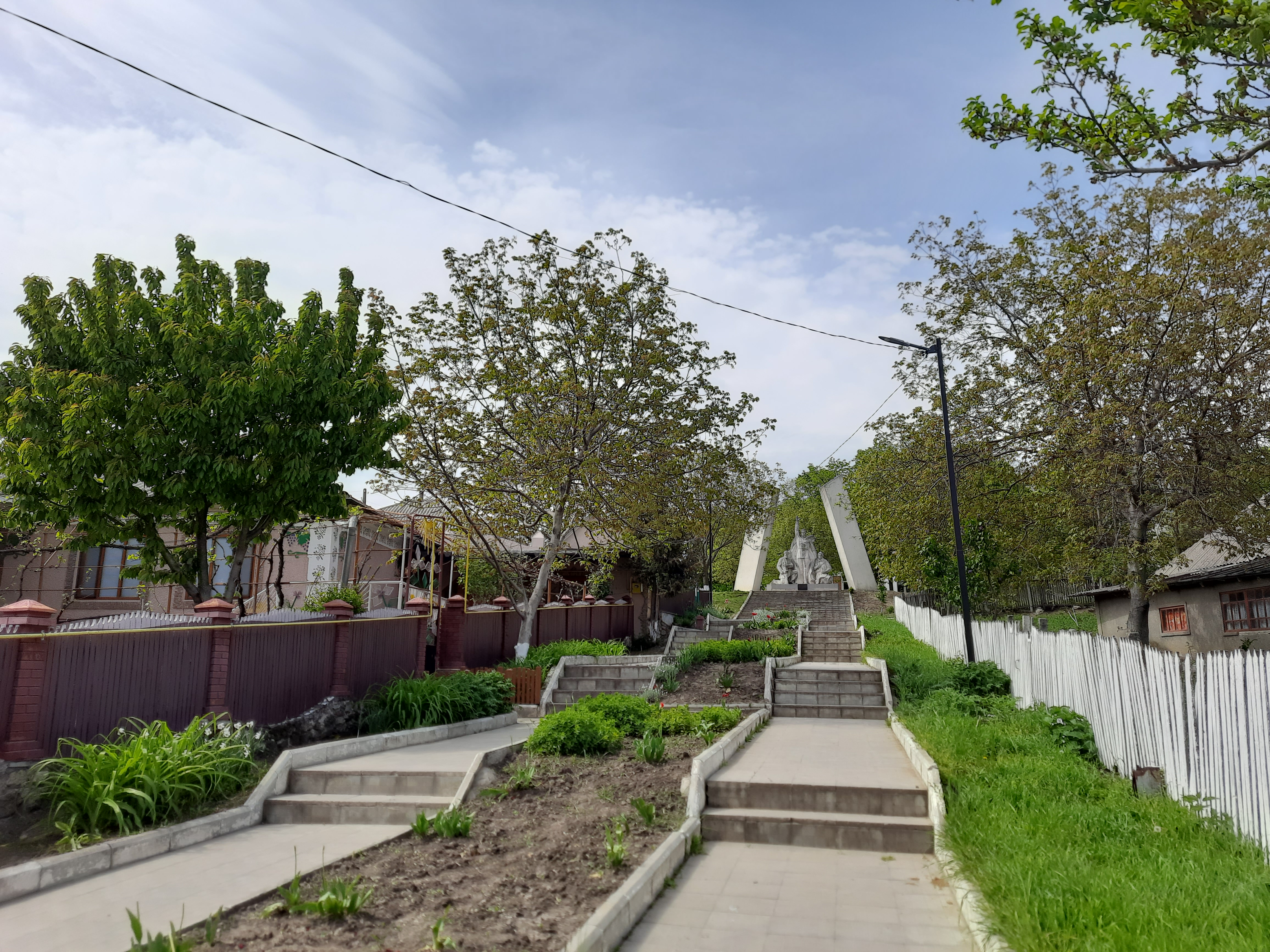
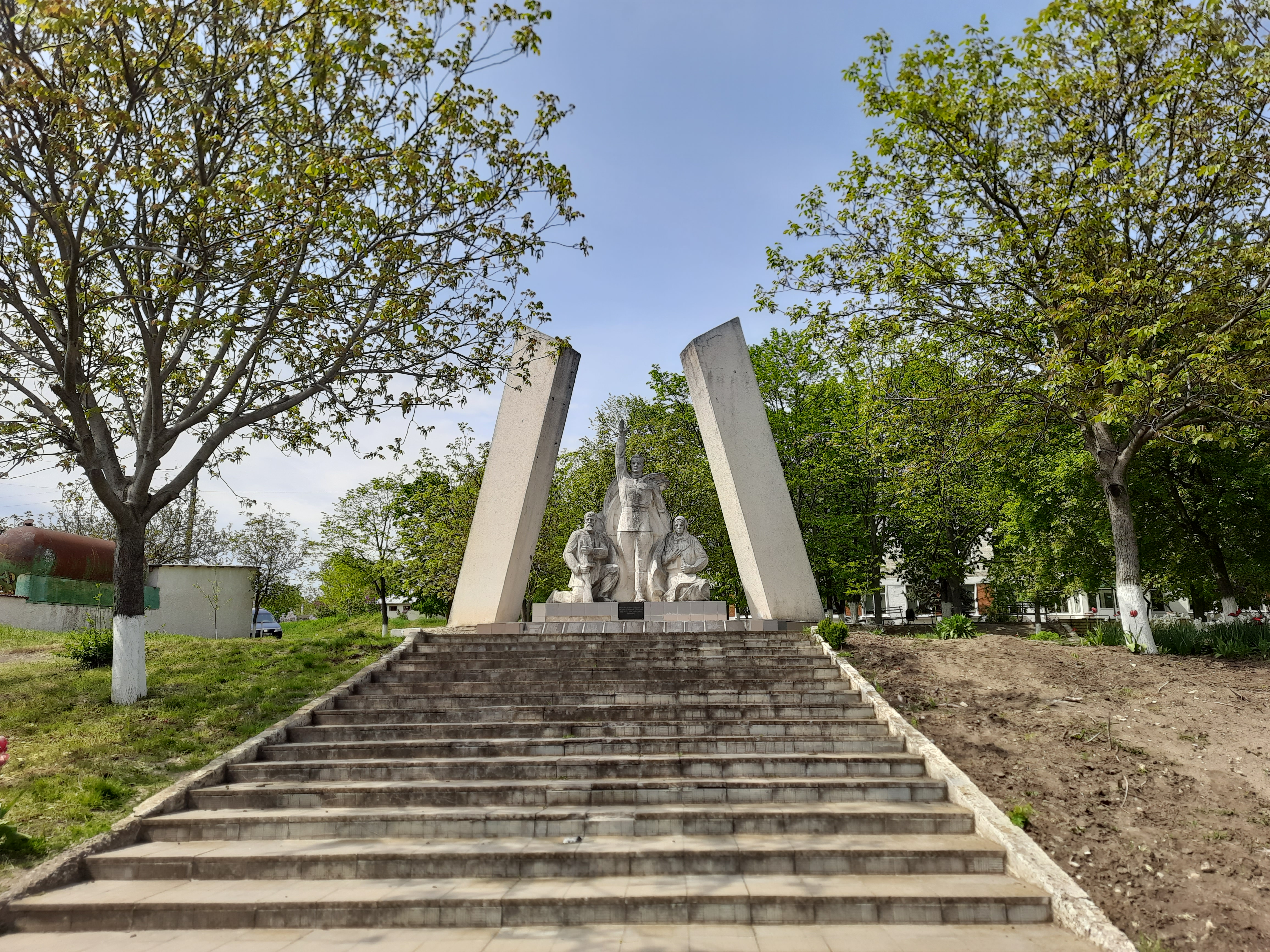
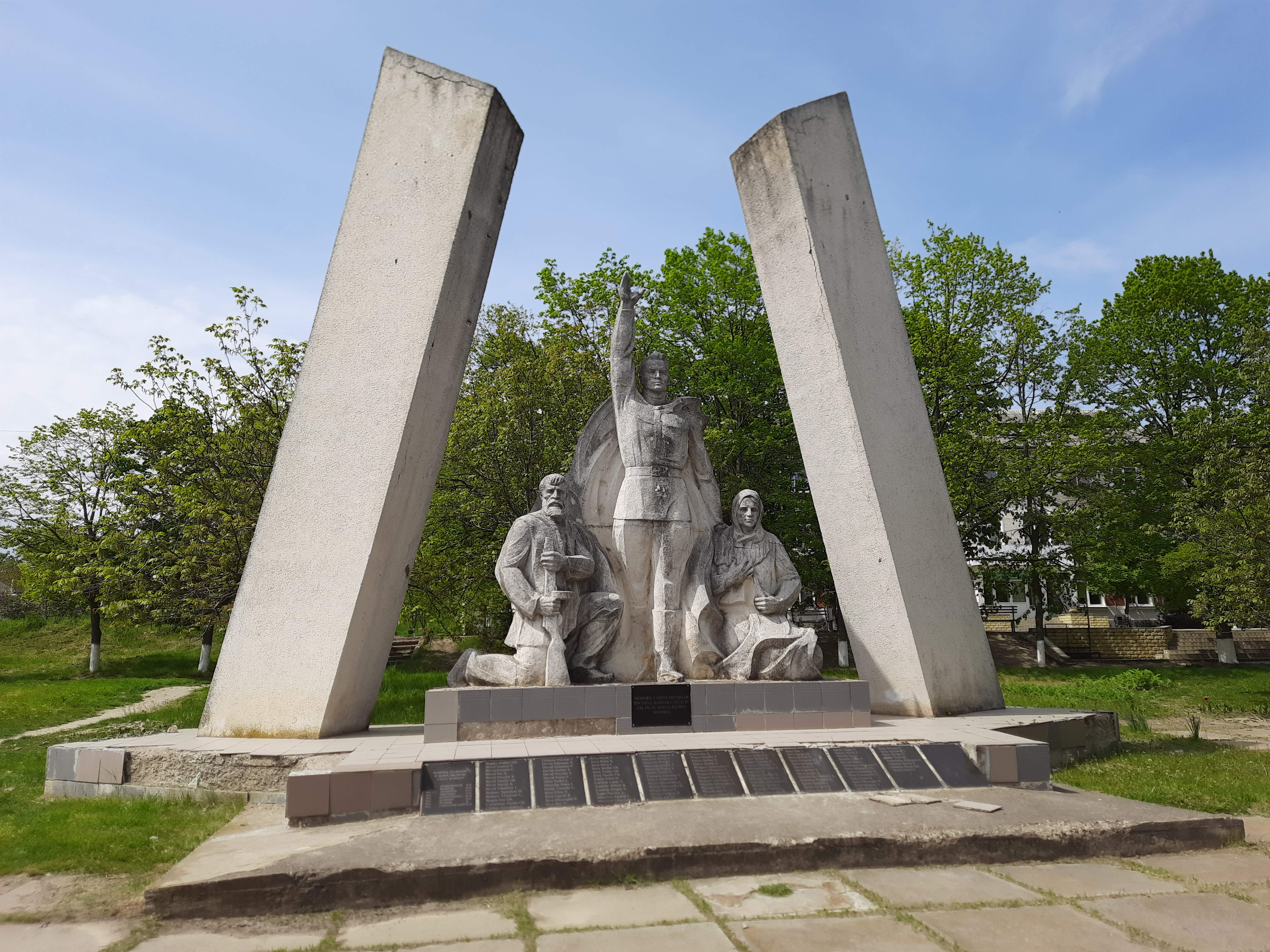
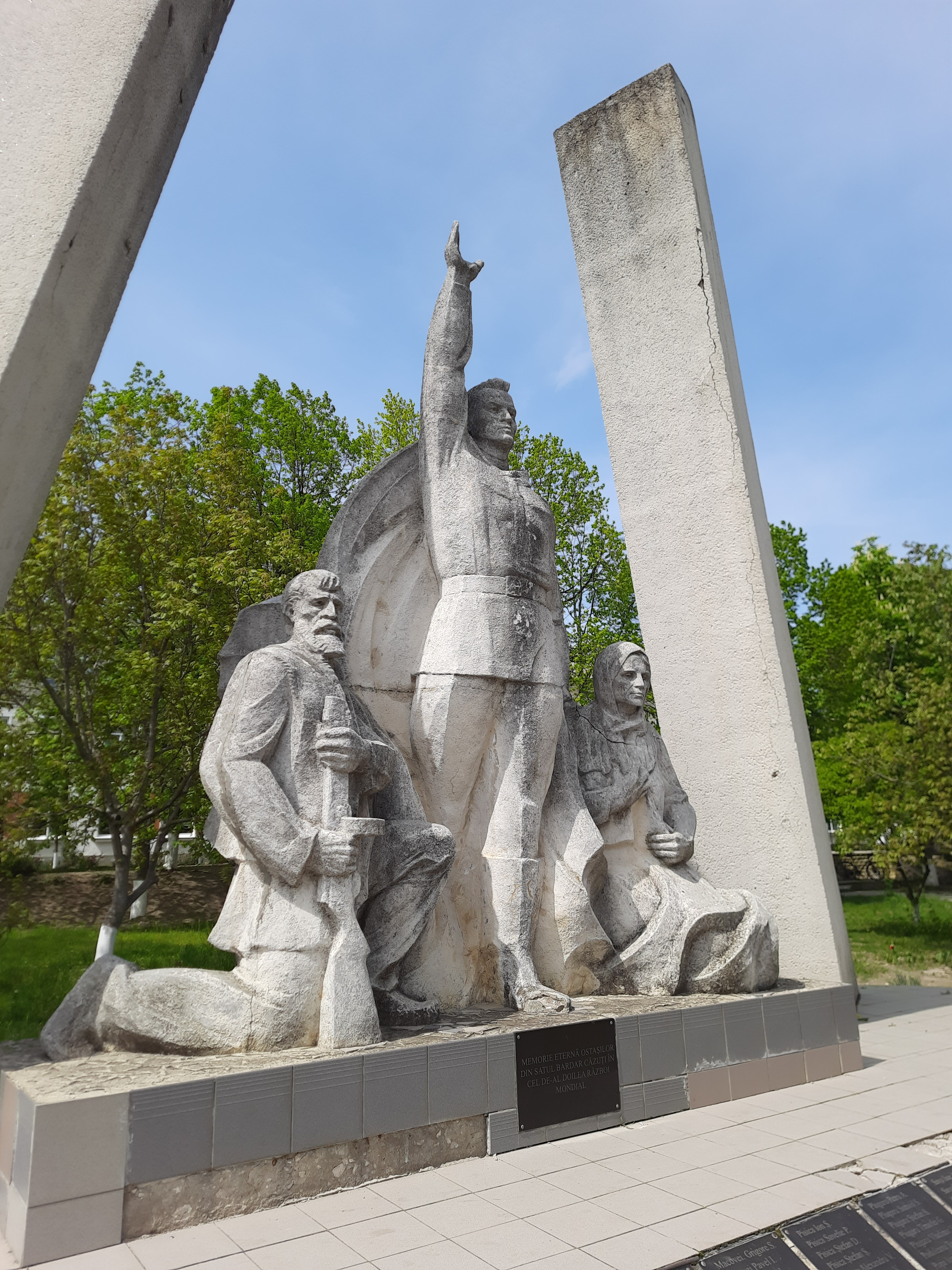
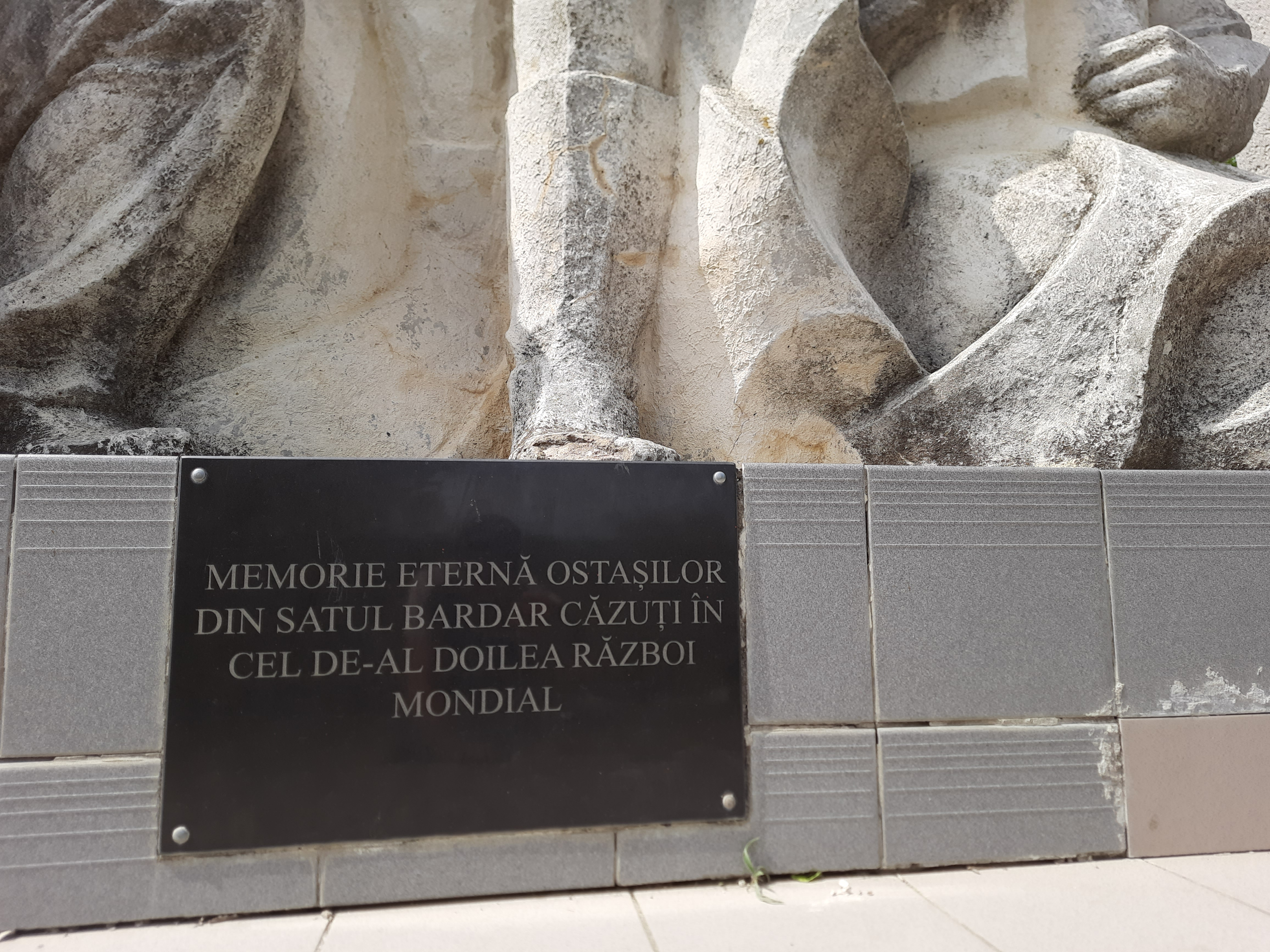
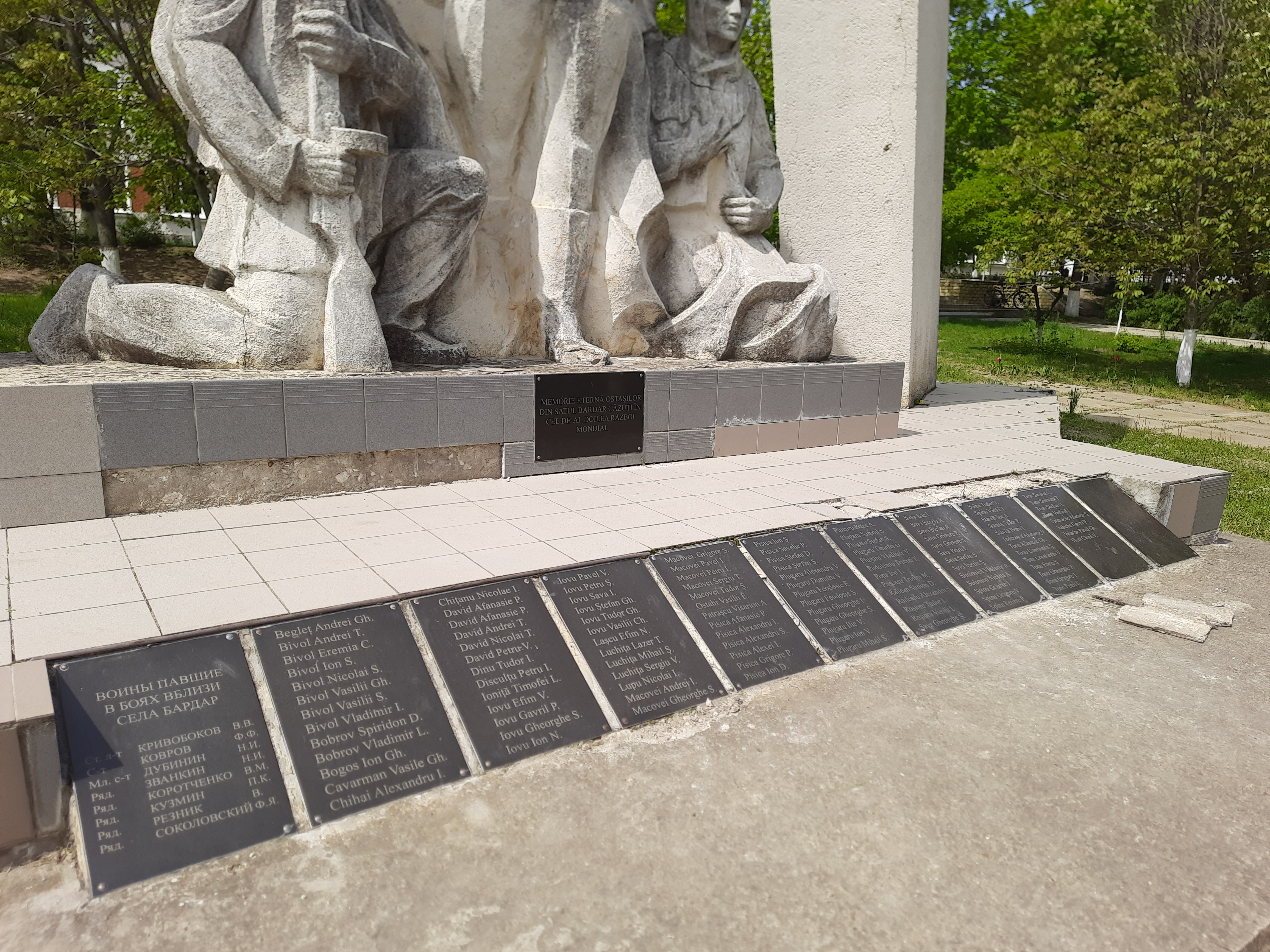
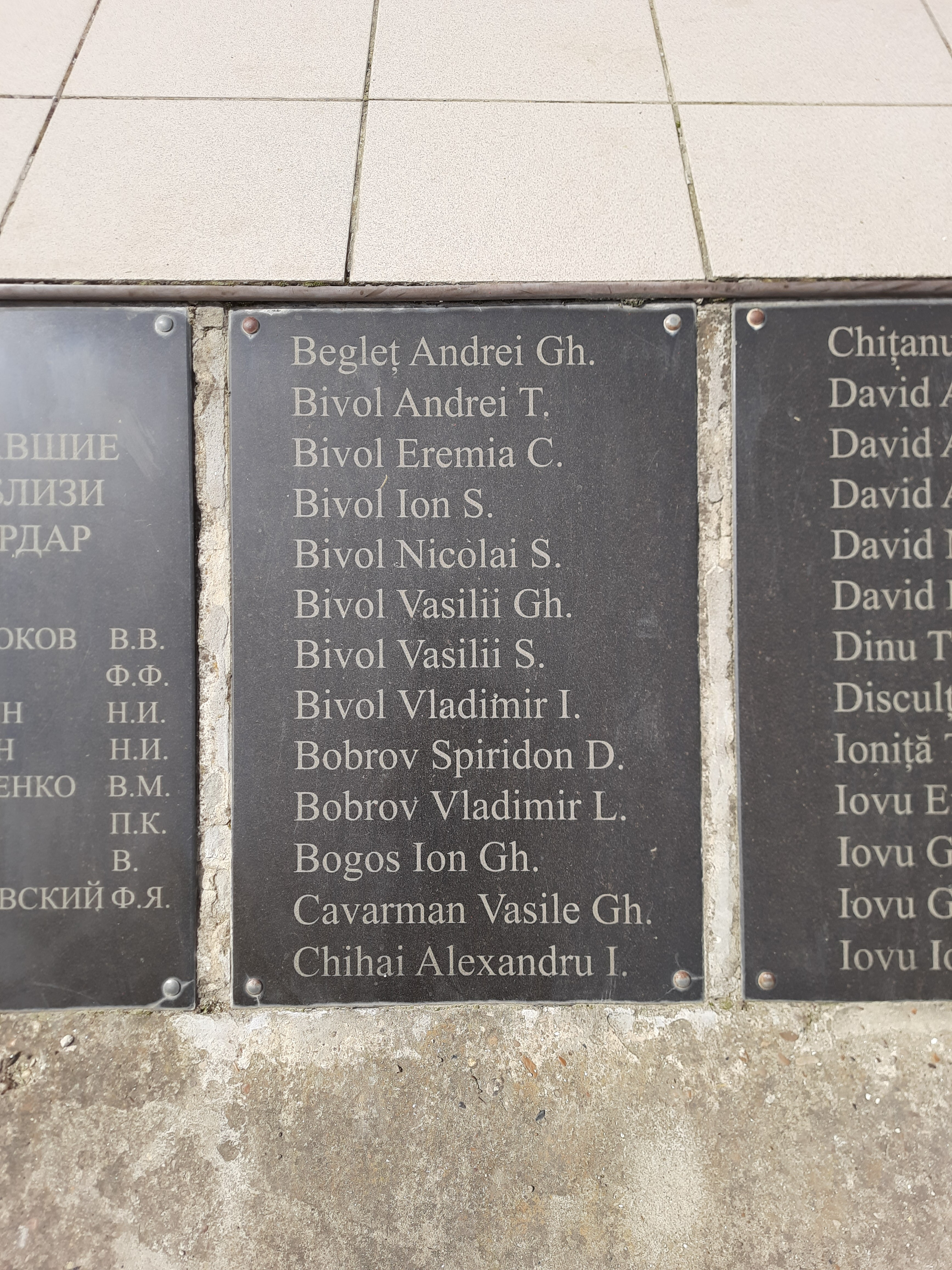

Biserica „Sfântul Nicolae”
Memorialul consătenilor căzuți în Primul Război Mondial
Memorialul consătenilor căzuți în Al Doilea Război Mondial
Alte locuri

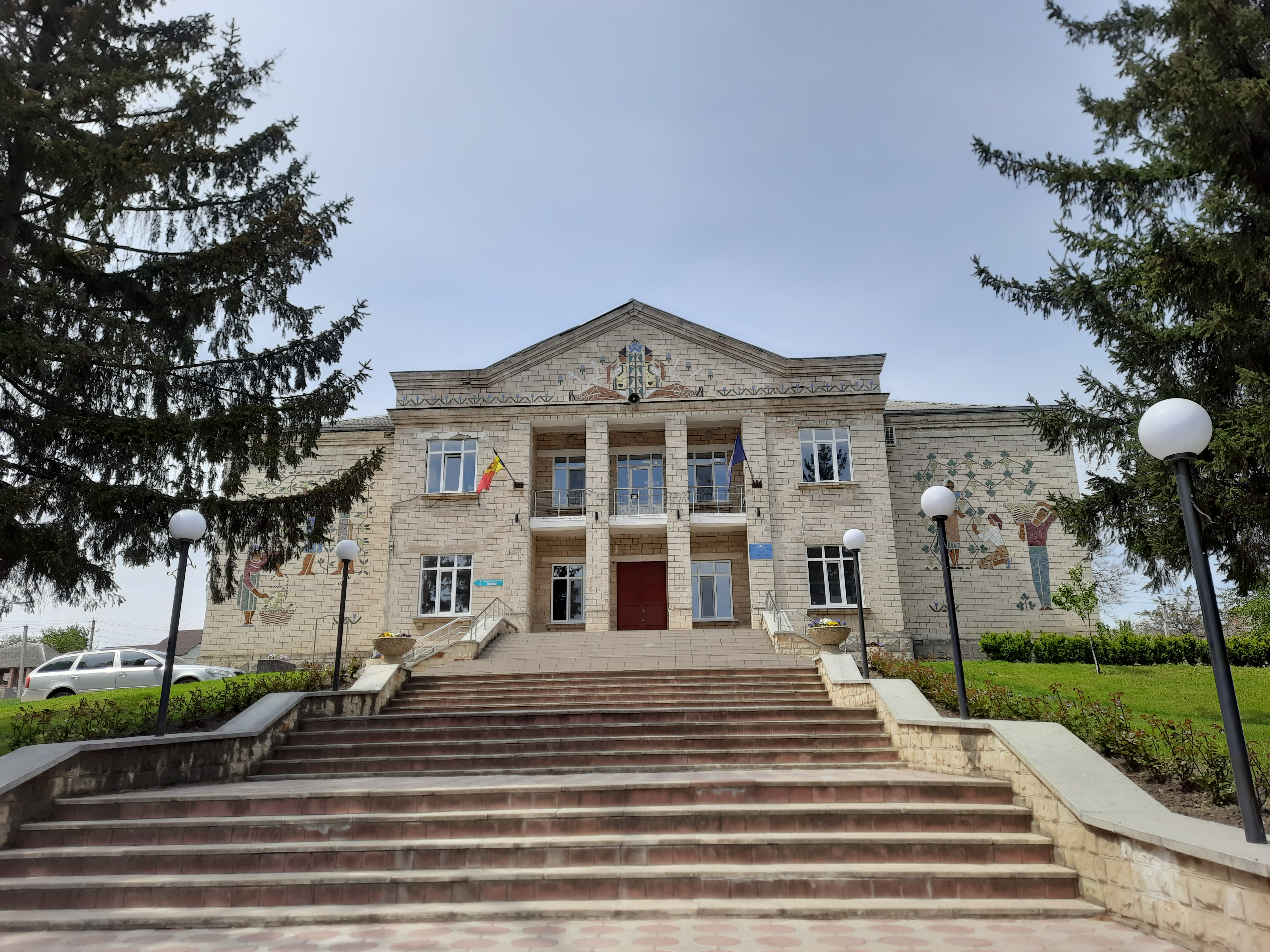
Casa de cultură
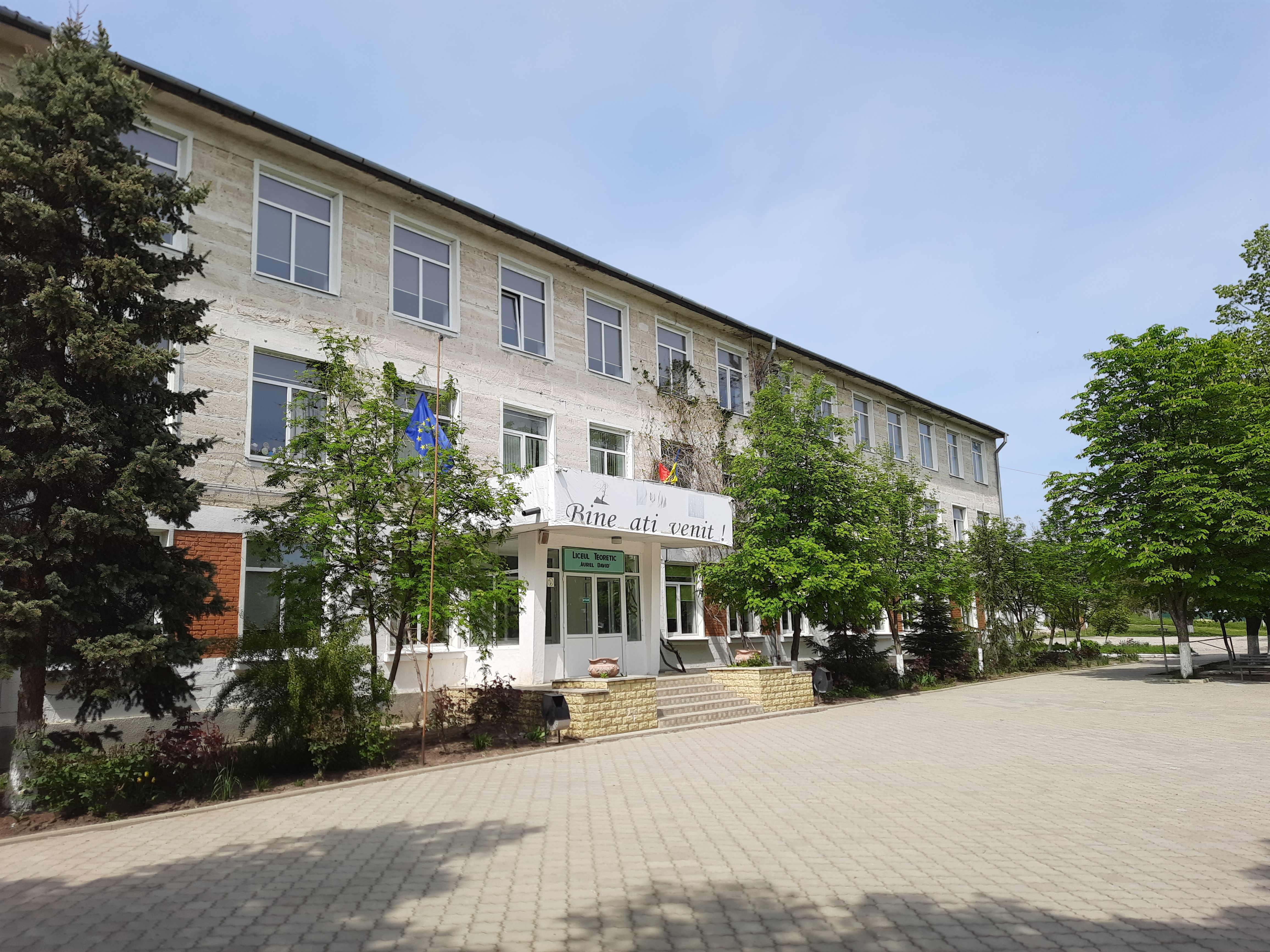
Liceul teoretic „Aurel David”
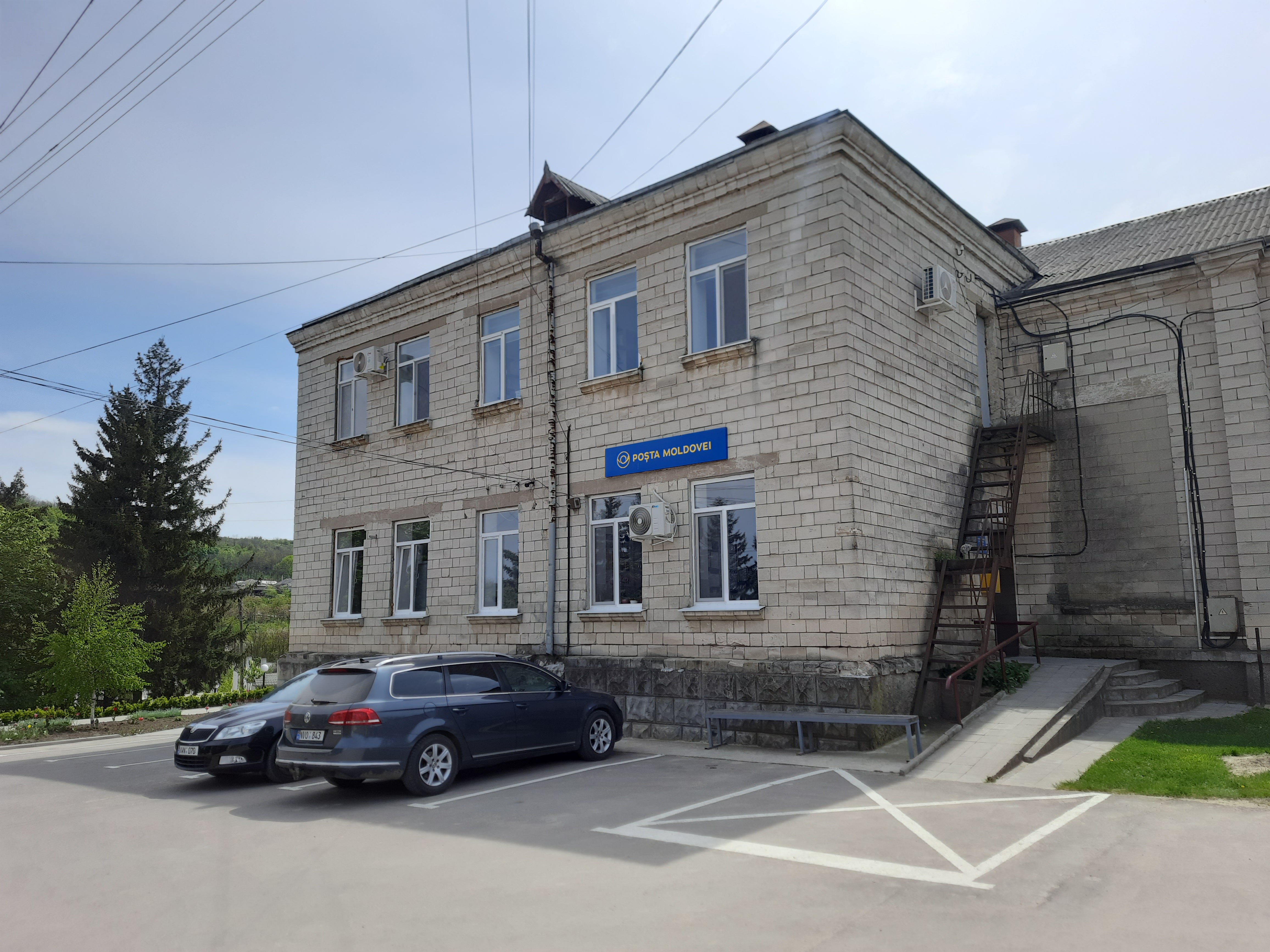
Oficiul poștal
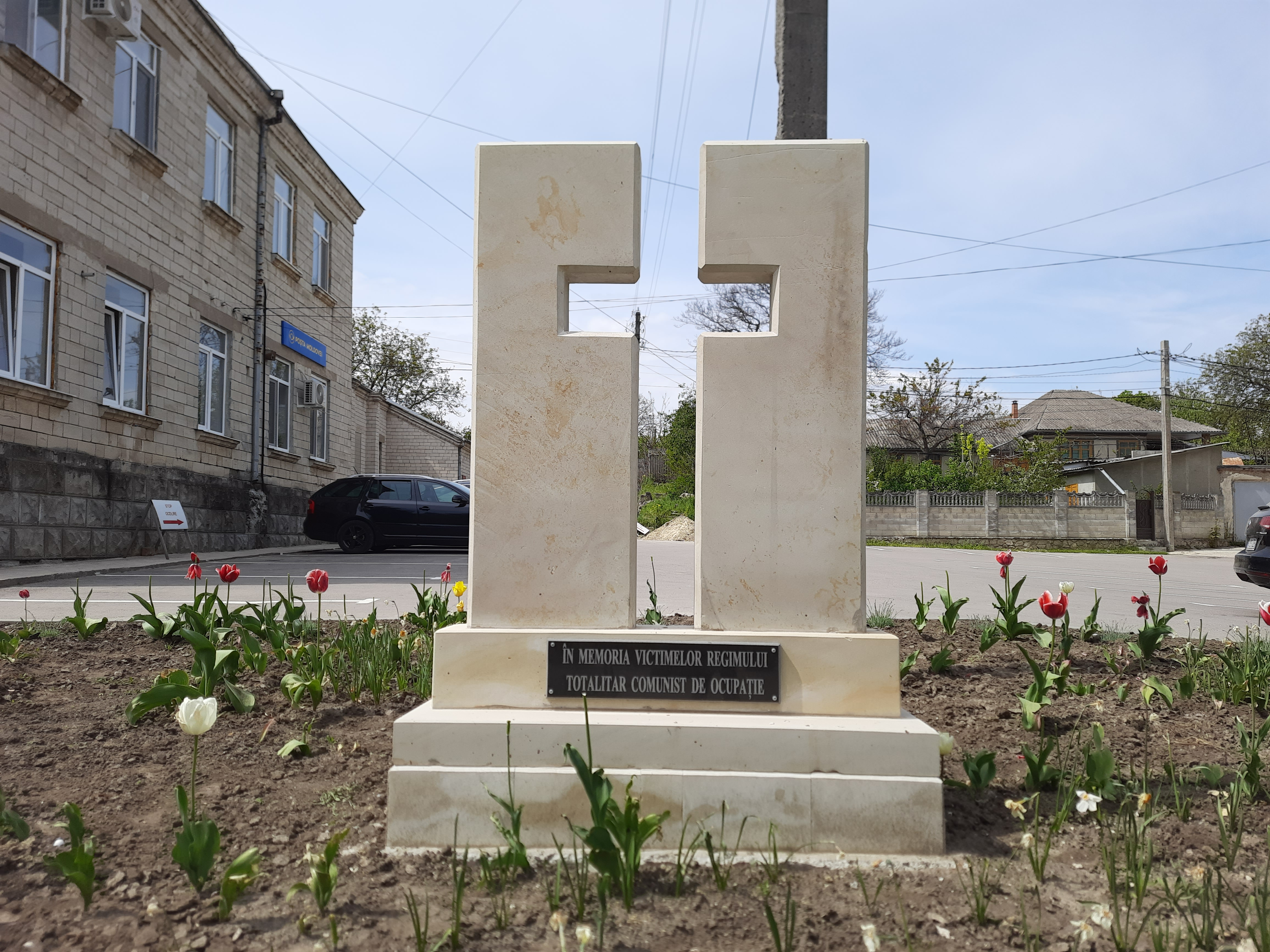
Memorialul victimelor regimului comunist.
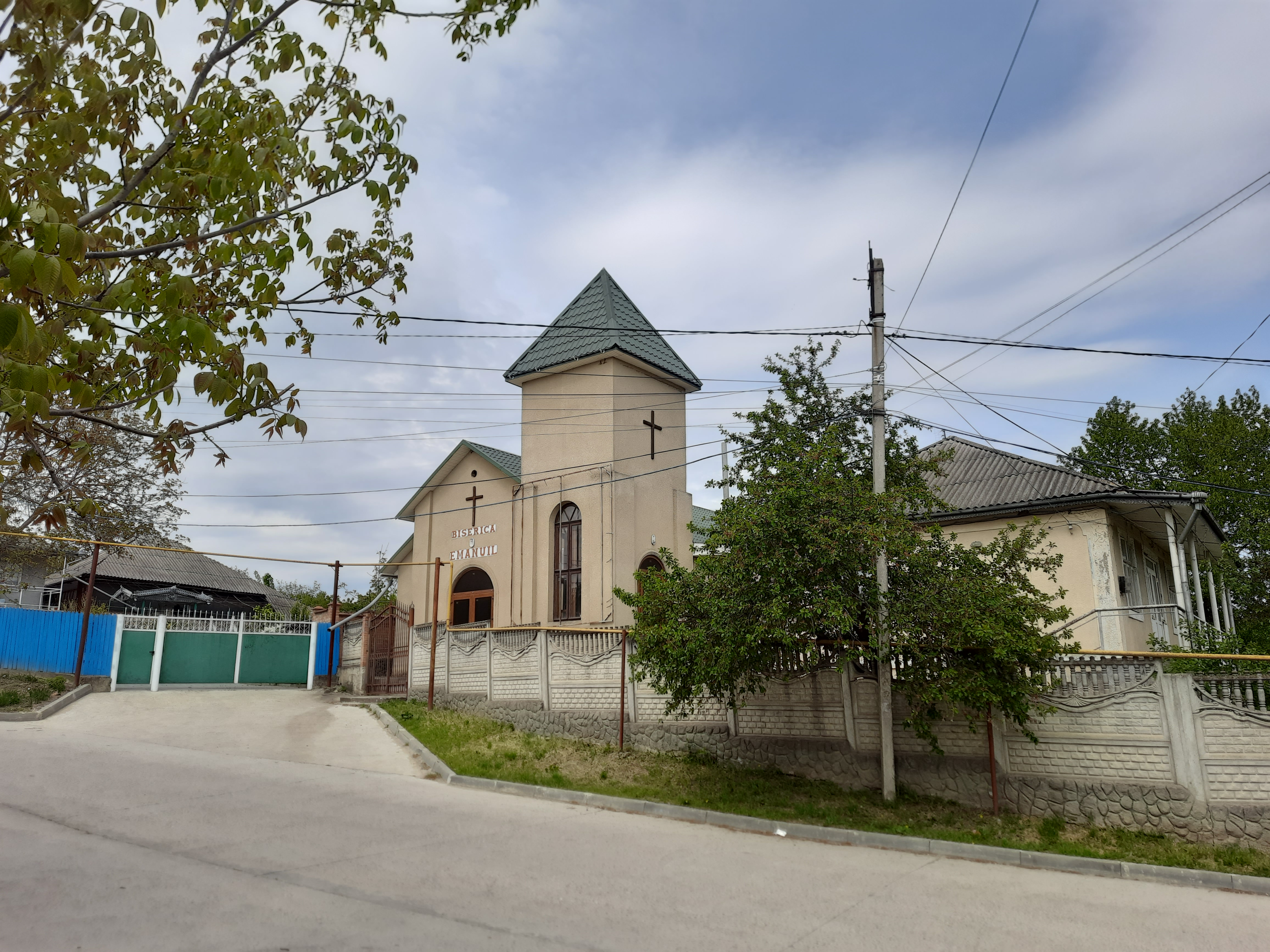
Biserica „Sf. Emanuil”
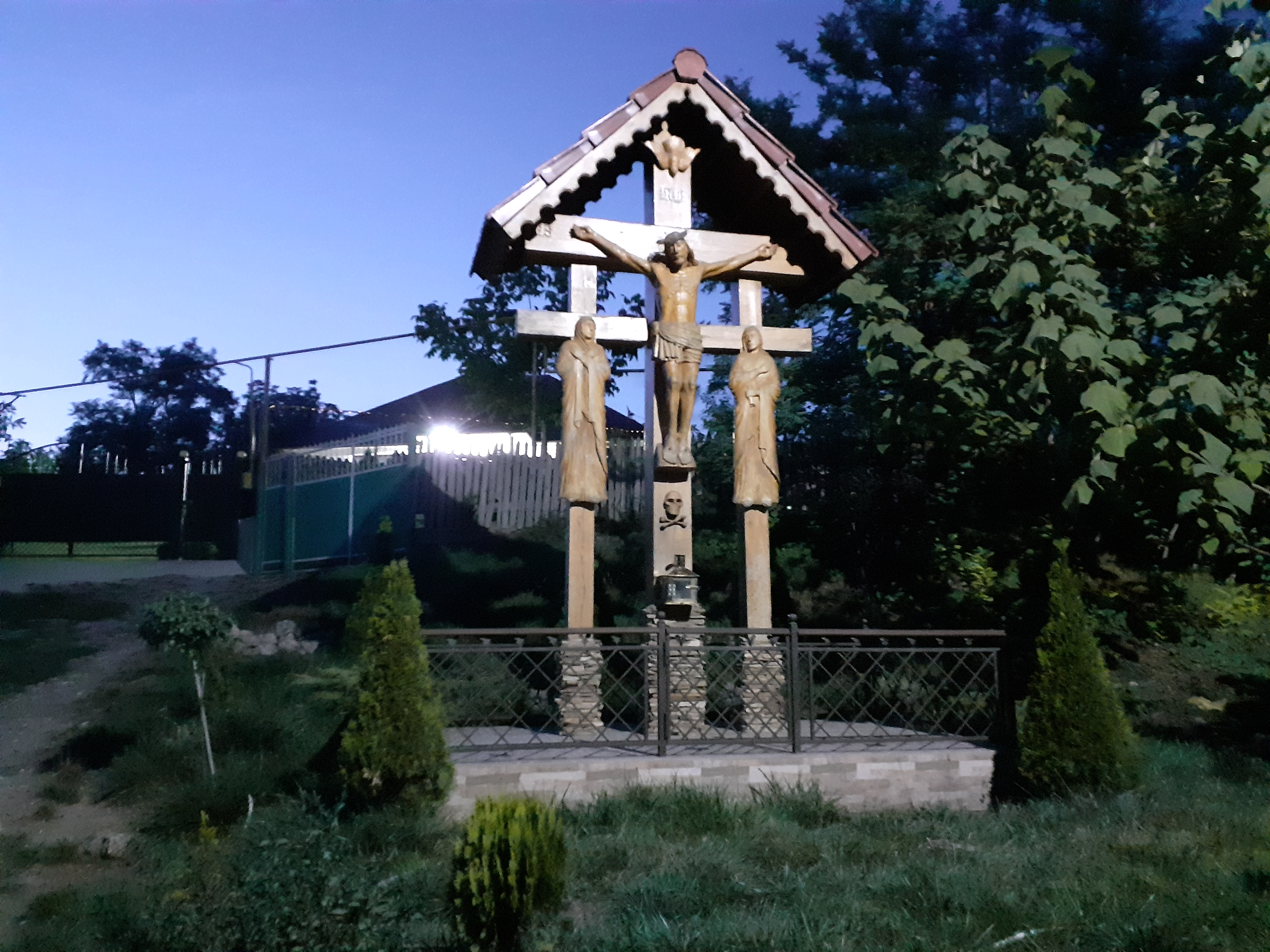
Troiță din localitate.
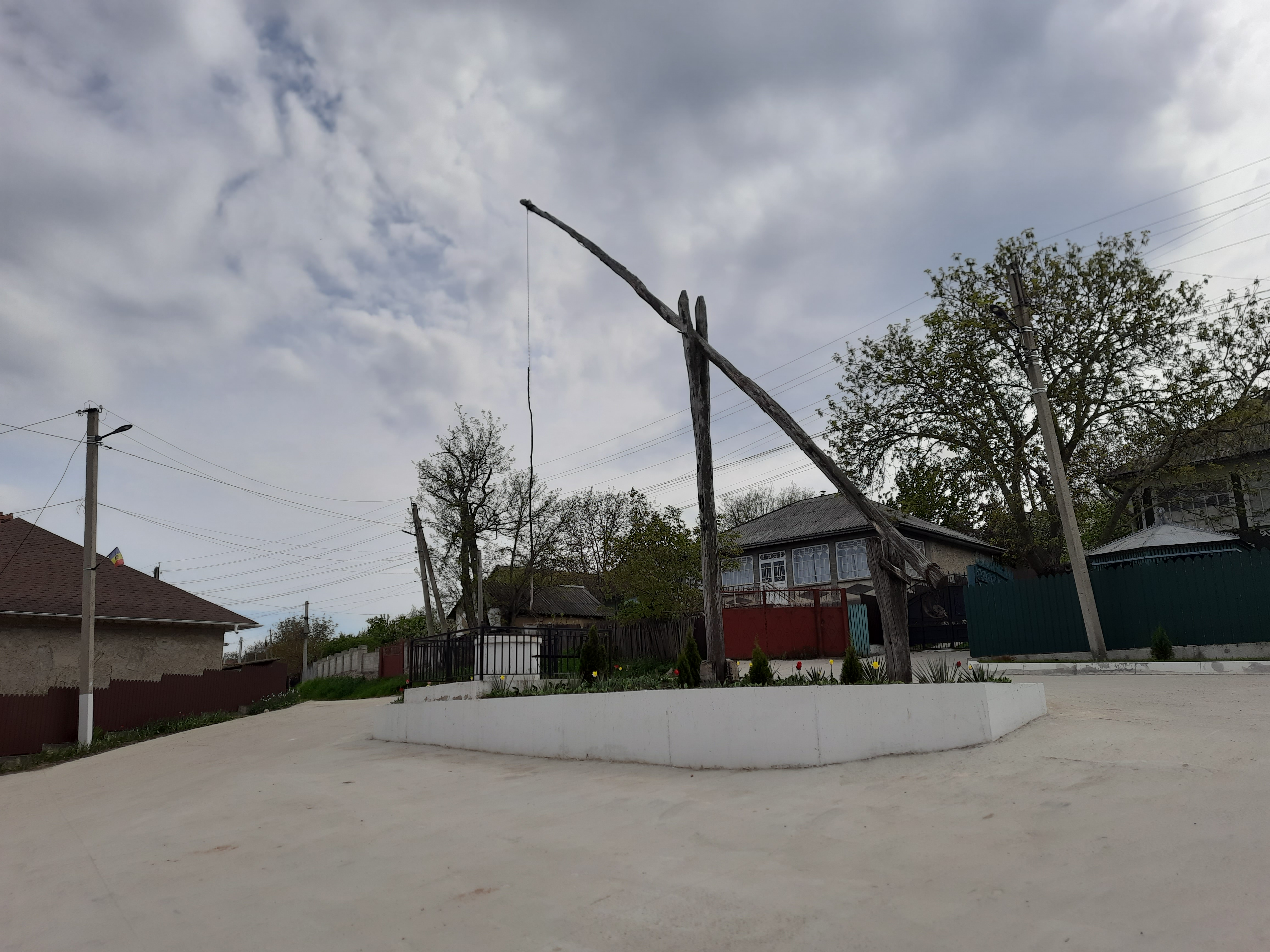
Cumpănă
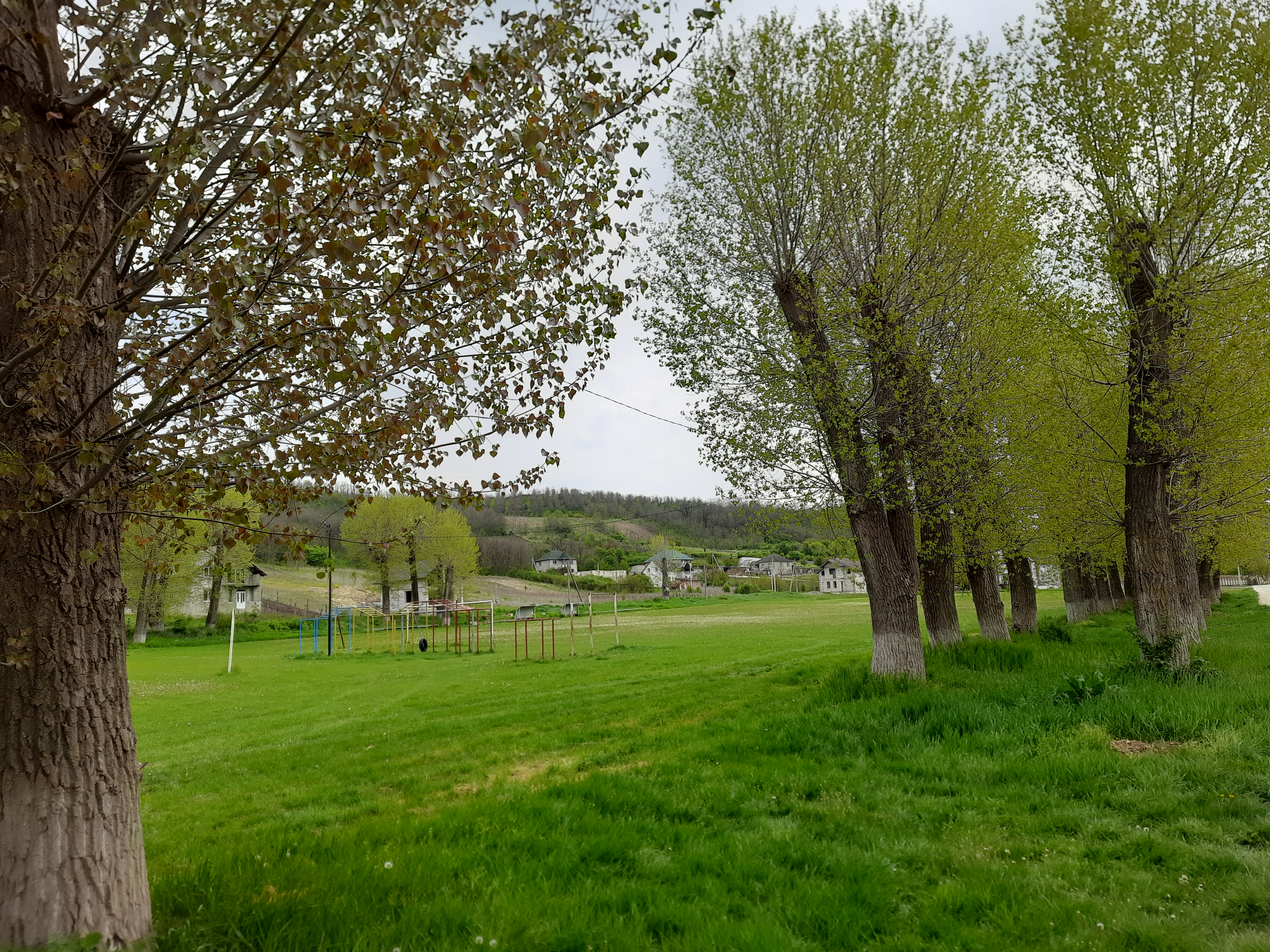
Stadionul
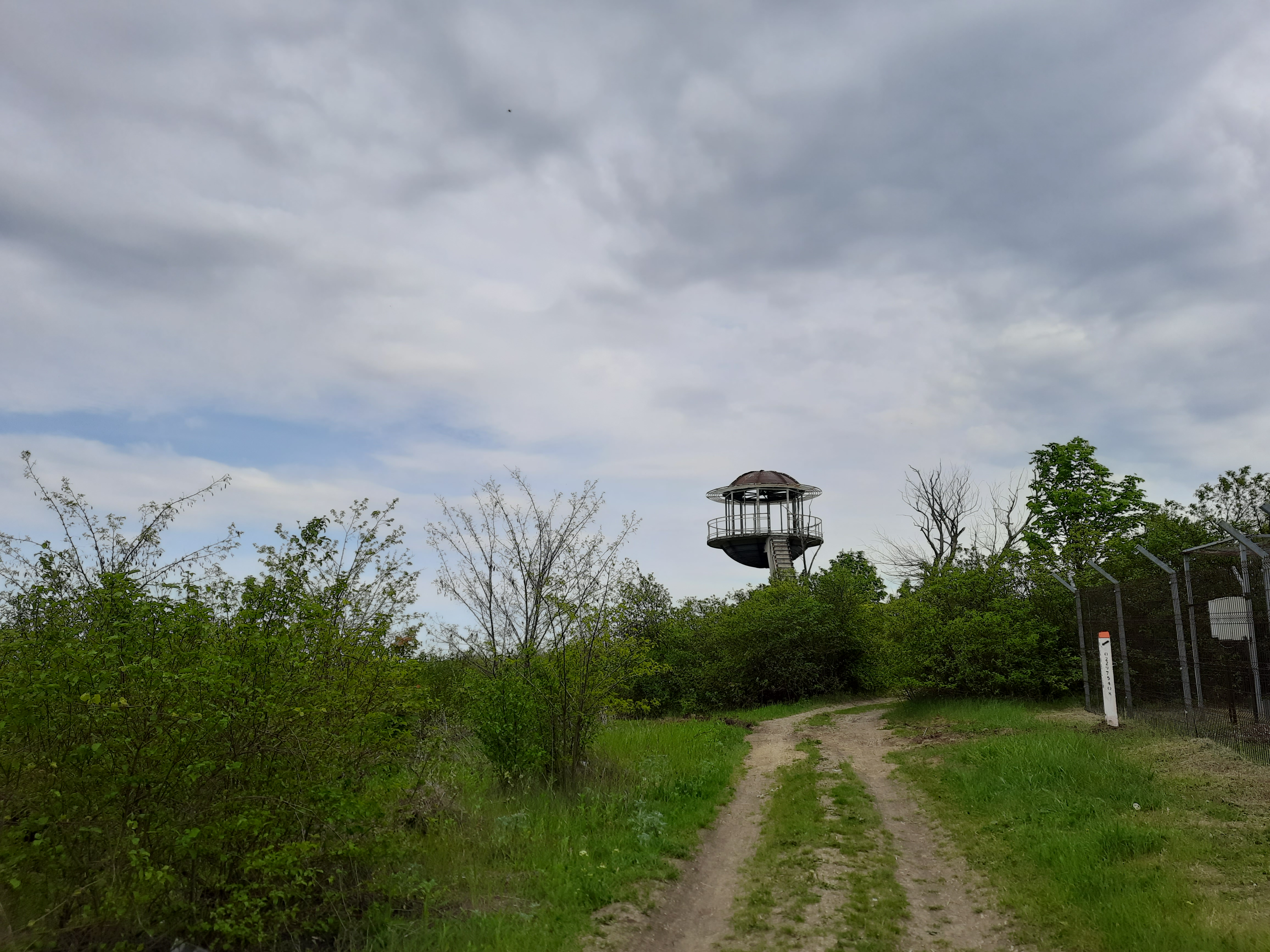
„Globul”, o structură abandonată de la periferia satului, lângă traseul Chișinău–Hîncești.

## Personalități
Originari din acest sat sunt:
- Aurel David, pictor cunoscut pentru arborele Eminescu
- Vasile Iovu, naist
- Petru Vutcărău, regizor, actor, director artistic al Teatrului Național „Mihai Eminescu”
- Andrei Sava, compozitor
- Mihai Toderașcu, interpret și compozitor
- Angela Gonța, reporter
- Corina Țepeș, interpretă de muzică ușoară
- Nicolae Roșioru, poet, directorul ziarului Ora locală
- Petru Macovei, director al Asociației Presei Independente
- Monica Babuc, ministru al Culturii, Educației și Cercetării
- Octavian Calmîc, Viceprim-ministru, fost ministru al Economiei și Infrastructurii
- Nicolae Grosu, fost membru al Parlamentului Republicii Moldova in perioada Unirii (1917-1918)
- Valeriu Herța, grafician, membru al Uniunii Artiștilor Plastici
- Dionisie Erhan, fost episcop vicar al Arhiepiscopiei Chișinăului, Ismail și Cetatea Albă (1868-1943)